# Chronologie de l'accident nucléaire de Fukushima
Pour un article plus général, voir Accident nucléaire de Fukushima.
Cet article relate les faits qui se sont produits dans la centrale nucléaire de Fukushima au Japon, après avoir été endommagée par le séisme du 11 mars 2011, de magnitude 9,1, qui a dévasté le nord-est de l'île de Honshū, et/ou le Tsunami engendré par ce séisme.
Cela a été le deuxième plus grave accident nucléaire de l'histoire.

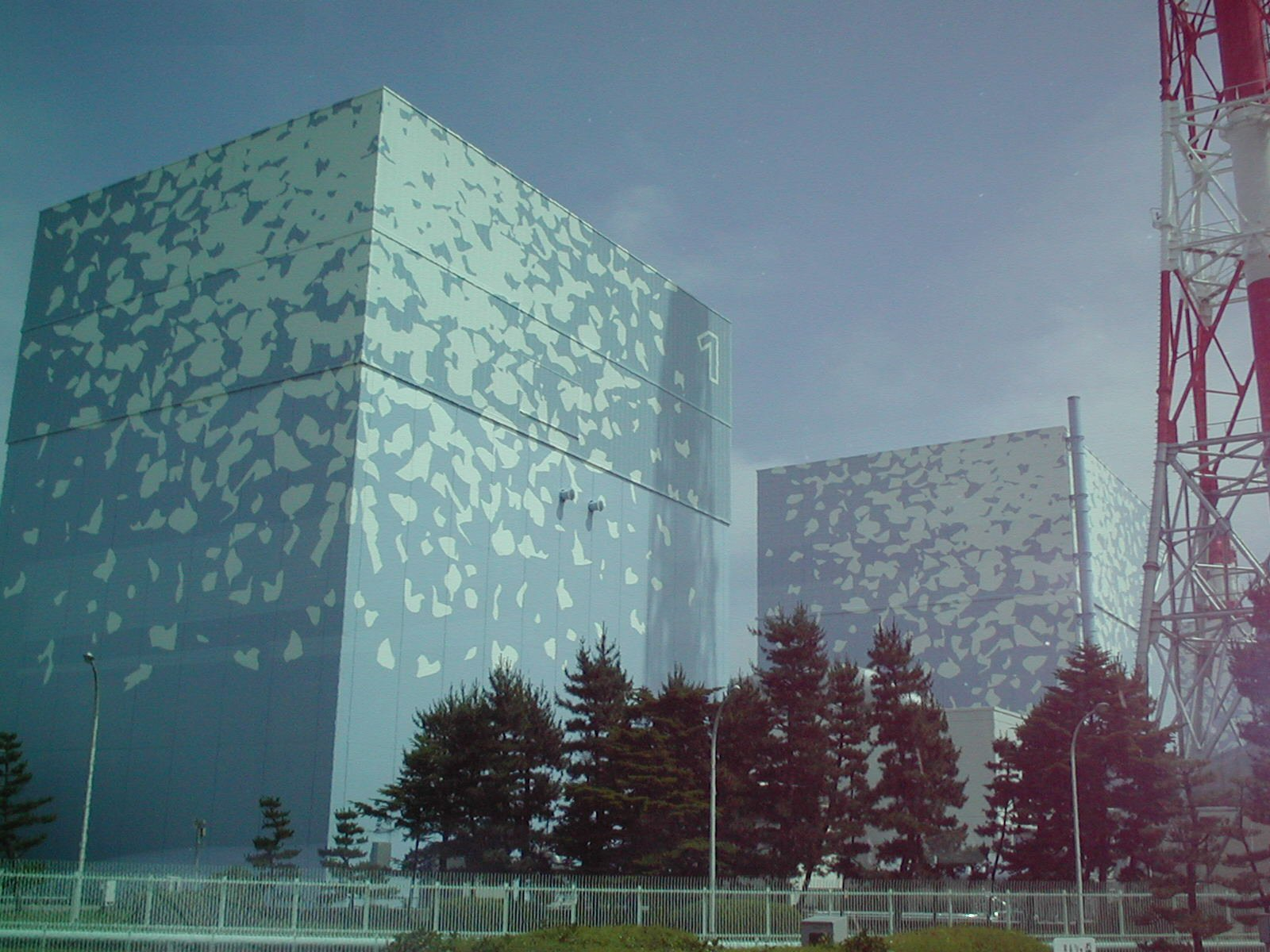
Deux des bâtiments des réacteurs (1 et 2) de la Centrale nucléaire de Fukushima Daiichi, ici photographiés en juin 1999

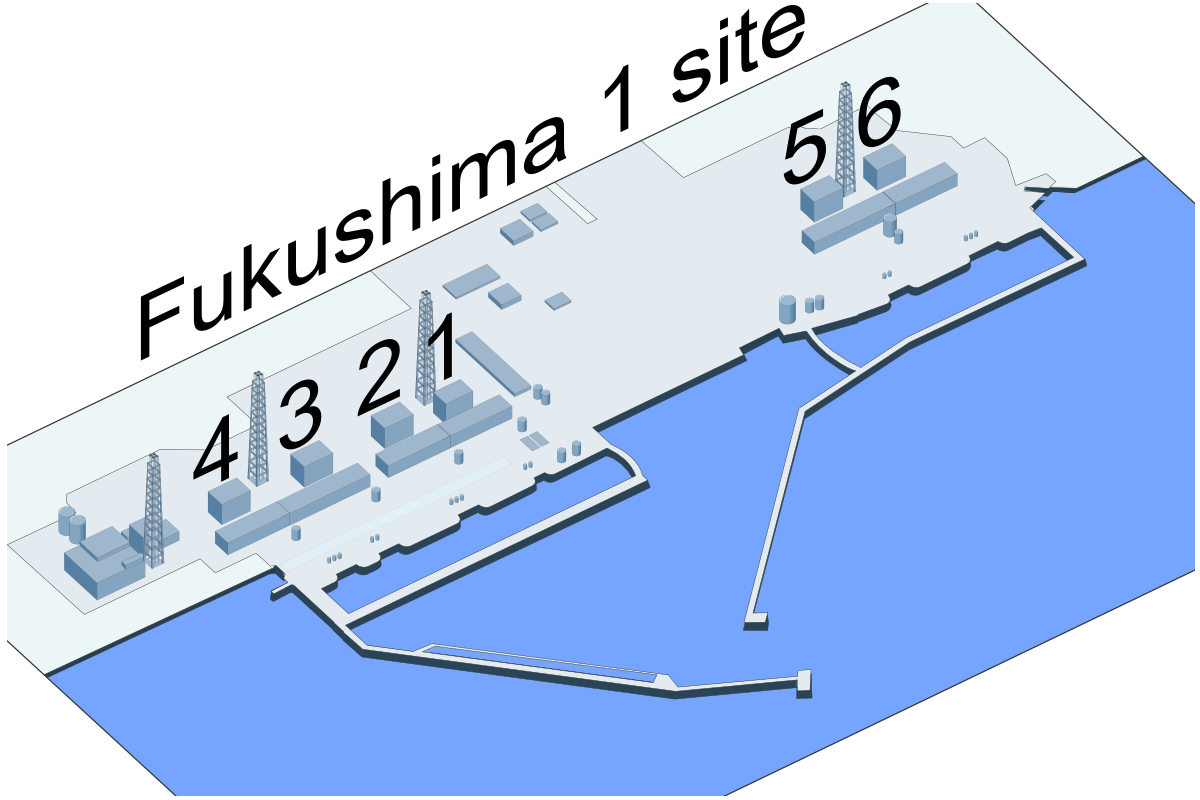
Schéma de la disposition des réacteurs 1 à 4, sur le site de la Centrale nucléaire de Fukushima Daiichi. Unité 4 est la direction de Iwaki, unité 6 est la direction de Sendai.

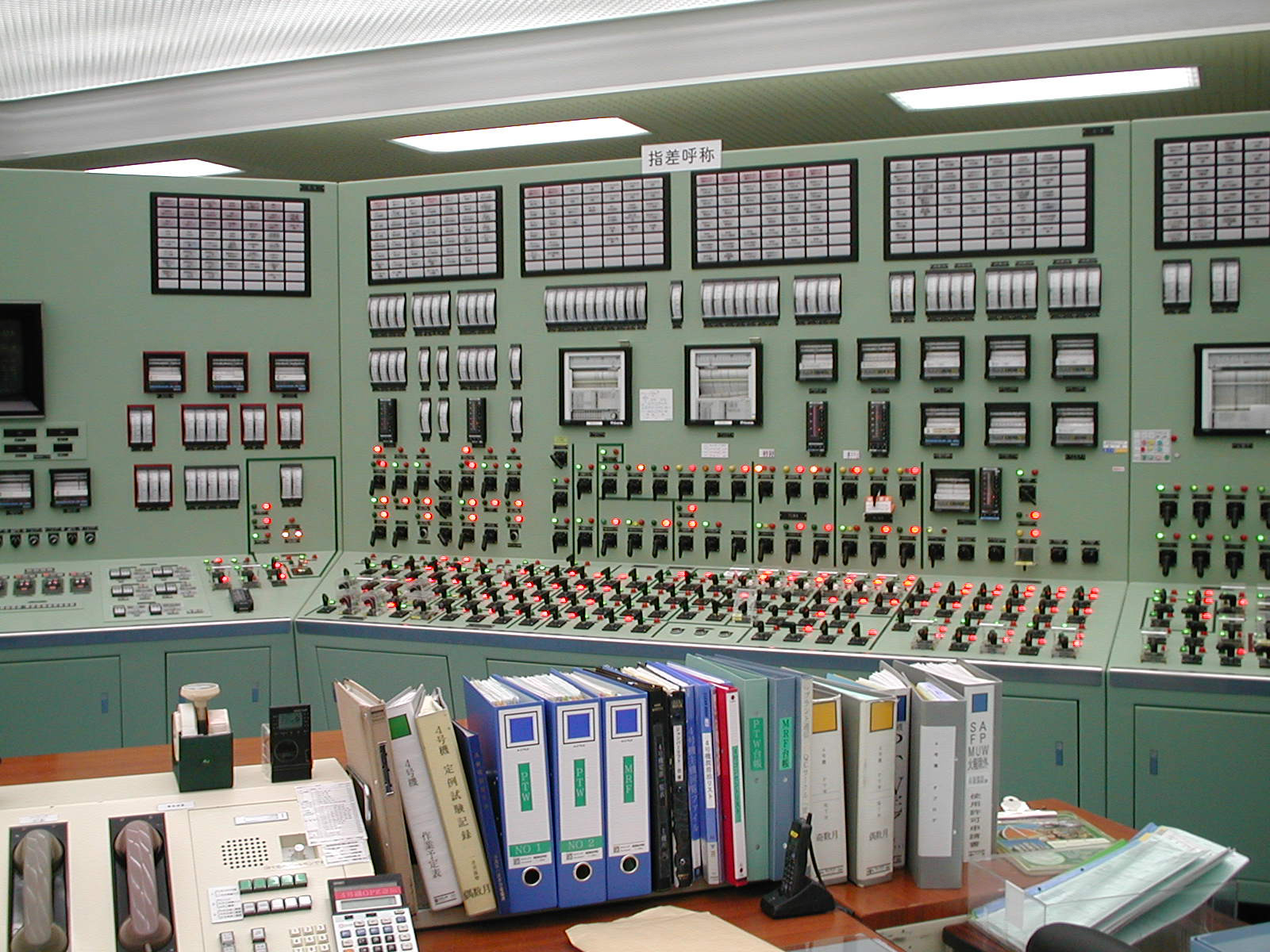
Salle de commande (juin 1999)

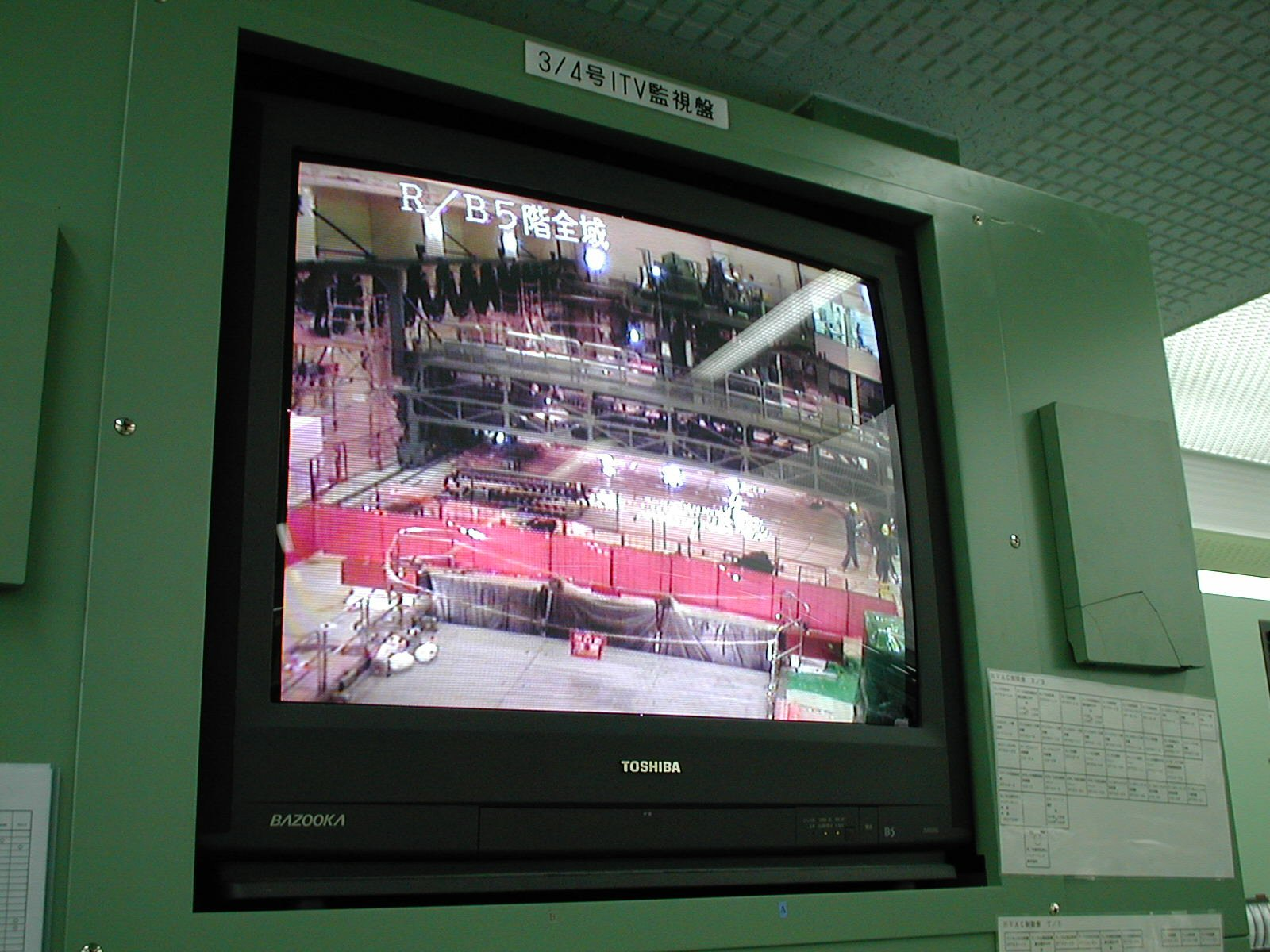
écran de contrôle, vue de la salle du réacteur (juin 1999)

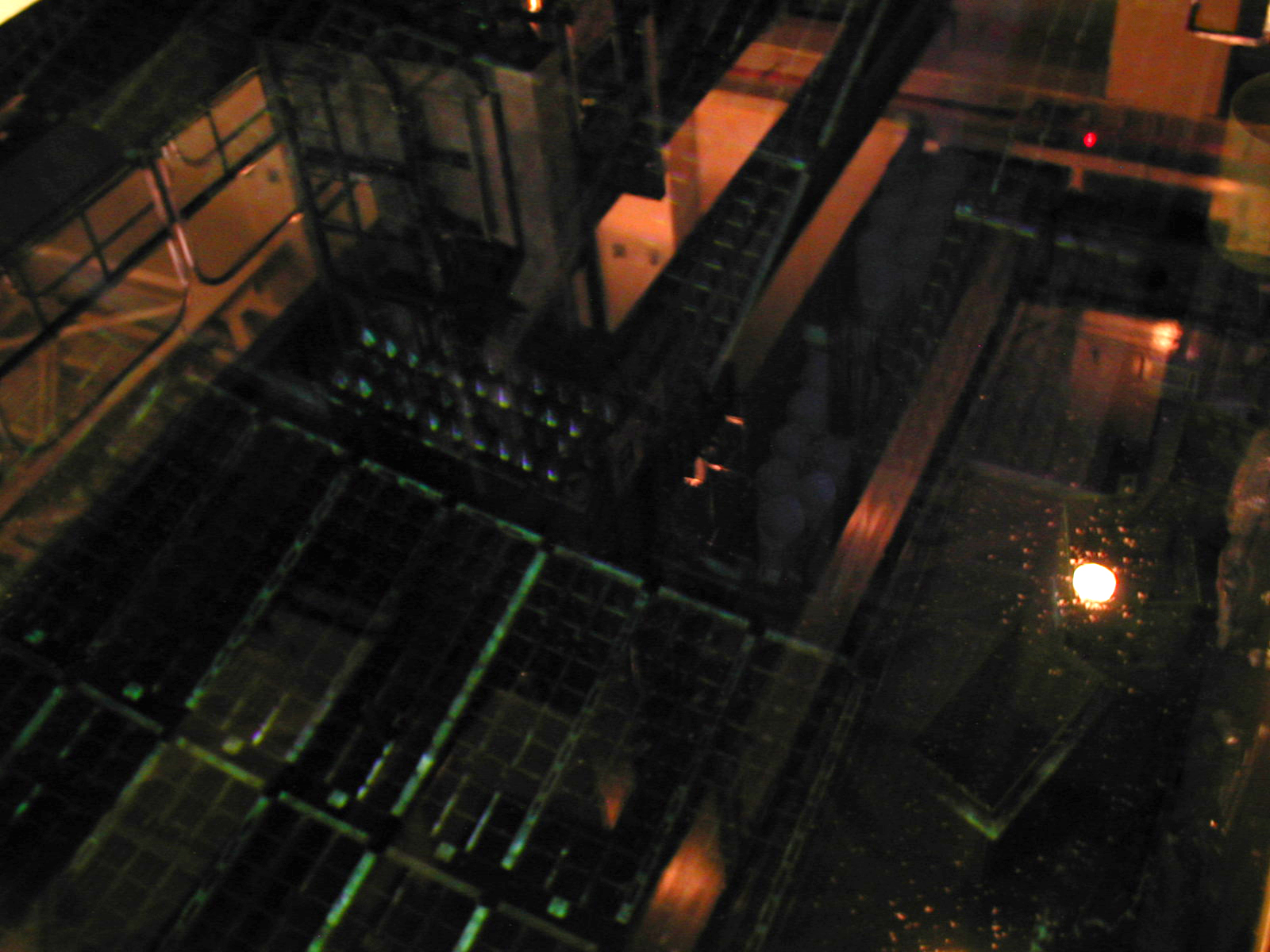
Piscine de désactivation d'un des réacteurs de la Centrale nucléaire de Fukushima Daiichi (23 juin 1999).

La centrale de Fukushima-Daiichi ou dite Fukushima 1 est située sur le bourg d'Okuma, dans la préfecture de Fukushima, sur la côte Est de l'île de Honshū; construite et exploitée par TEPCO, c'est une des vingt-cinq plus grandes centrales nucléaires du monde : elle s'étend sur 350 hectares et possède 6 réacteurs à eau bouillante (REB).
Le réacteur numéro 1, qui fonctionnait depuis plus de 40 ans (la mise en service date de 1970), venait de voir sa durée de vie maximale prolongée de dix ans en février 2011. Les cinq autres réacteurs furent mis en service entre 1973 et 1979.[réf. nécessaire]

## Gestion chronologique de l’accident
Sauf indication contraire, les événements sont indiqués en heure locale. Pour l’heure UTC, retrancher 9 heures. Pour l'heure de Paris, Bruxelles, Genève, retrancher 8 heures en heure d'hiver, 7 heures en heure d'été.

### Semaine 1

#### Vendredi 11 mars 2011
À 14 h 46, un tremblement de terre d'une magnitude 9 se produit. Il est possible que la centrale nucléaire de Fukushima Daini ait été endommagée dès ce moment. À 15 h 30, une vague de 15 mètres engendrée par le séisme atteint la centrale, construite à une altitude de 6,5 à 10 m. Pour Fukushima-Daichii, Tepco avait construit un mur qui ne pouvait résister qu'à un tsunami de 5,7 mètres de haut maximum.
La détection des premières secousses (30 secondes avant les secousses principales qui ont duré près d’une minute) provoque l’arrêt des réacteurs 1, 2 et 3 par insertion automatique des grappes de commande dans les cœurs. Après le tsunami, 70 camions générateurs d’électricité des forces armées arrivent sur le site mais devant l'ampleur des dégâts, ils ne peuvent rien faire.
Le réacteur 2 cesse d'être refroidi pendant 6 h 29 min et le réacteur no 3 pendant 6 h 43 min.
Le système de refroidissement du réacteur 1 fait passer la puissance de la centrale de 2 500 MW à 50 MW mais le système de réfrigération d'urgence par injection d'eau dans les cœurs est interrompu à 16 h 36 à la suite de l'arrêt de l'alimentation en énergie externe par les groupes électrogènes diesels de secours. Il n'est pas sûr que le tsunami soit la cause de cette coupure.
L'agence de presse Kyodo News révèle en effet le 15 mai 2011, d'après un document, que des données du 11 mars indiquant un haut niveau de radiation au niveau du bâtiment du réacteur 1 suggèrent que les premiers endommagements ayant entraîné la faille des systèmes de refroidissement auraient eu lieu avant le tsunami et non après et donc qu'ils auraient été causés avant, à la suite du tremblement de terre.
Le gouvernement ordonne à 18 h l'injection d'eau de mer dès que possible.
Le 18 mai, une information publiée par Mainichi Shinbun puis par Japan Times, et reconnue plausible par Tepco, avance la possibilité d'une erreur humaine dans l'arrêt du système de refroidissement du réacteur 1.
En moins de quatre heures, le niveau d'eau de l'unité 1 perd plus de 60 % de son niveau d'origine. Avant 20 h, les barres de combustible commencent à fondre. En effet, lorsque le niveau d'eau passe sous le haut du combustible actif, ainsi dénoyé, la température du cœur du réacteur s'envole et atteint en environ deux heures la température de fusion du cœur, autour de 2 800 °C : la gaine du combustible à l'air libre se détériore, la vapeur l'oxyde, ce qui génère de l'hydrogène, et le combustible fusionne en quasi-totalité (jusqu'en mai, Tepco répète que la fusion reste partielle, alors qu'elle s'avère être presque totale).

#### Samedi 12 mars 2011
Injection d'eau douce
À 5 h 50 débute l'injection d'eau douce dans la cuve du réacteur 1, limitant la hausse de la température. Le réacteur 1 est resté sans refroidissement pendant 14 heures 09 minutes avec, au bout de six heures, une hausse de la température à 2 800 °C.
À 6 h 50, toutes les barres de combustible avaient déjà fondu. Le combustible s'effondre dans le fond de la cuve, où il perce un trou. L'injection d'eau évite le pire.
Relâchement de vapeur
Le matin du samedi, les techniciens relâchent en urgence de la vapeur pour éviter une pression trop importante dans l'enceinte de confinement du réacteur et ainsi éviter son endommagement.
À 15 h 29, TEPCO annonce une « Augmentation extraordinaire de la dose de radiation en limite de site » avec « Dose de radiation dépassant la valeur limite ».
Un niveau de radioactivité huit fois supérieur à la norme est mesuré à l’extérieur de la centrale et un niveau mille fois supérieur à la norme au sein de la salle de contrôle de l’unité 1.
Selon les autorités nippones, le niveau des eaux de refroidissement du réacteur a baissé à un niveau très inquiétant, ce qui aurait produit une fuite radioactive extérieure.
Le 12 mars 2011 à 13 h 25, l’Agence japonaise de sûreté nucléaire annonce qu’une fusion de cœur « pourrait être » en cours,. Selon un responsable de la commission de sécurité nucléaire japonaise, même en cas de fusion, cela n'affecterait pas les populations en dehors d'un rayon de 10 kilomètres.
Explosion d'hydrogène
Le 12 mars à 15 h 36, une forte explosion, avec projection de débris et émission d’un panache blanc de fumée ou de vapeur d’hydrogène se produit dans le bâtiment du réacteur no 1 Fukushima Daiichi.
Le secrétaire général du gouvernement, Yukio Edano, confirme que la partie haute du bâtiment (murs et toiture) s’est effondrée à la suite d’une explosion d’hydrogène induite par la surchauffe du réacteur à la suite de la baisse du niveau d’eau de refroidissement. Selon Edano, l’enveloppe de confinement du réacteur est toujours intacte et il n’y a pas eu de gros rejets de matières radioactives,,.
L’opérateur Tokyo Electric Power Company (TEPCO) indique lui aussi qu’il n’y a pas de dommage à la cuve du réacteur 1.
Le bilan officiel est d’un mort et plusieurs blessés.
Hausse de la radioactivité
À 18 h, le gouvernement de la préfecture de Fukushima annonce que la radioactivité a augmenté mais que la dose de 1,015 millisievert (0,101 5 rem) mesurée par heure correspond, au Japon, à l’équivalent de la dose autorisée pour l’exposition d’une personne normale en un an,.
Les instruments ont déjà détecté un accroissement de radionucléides (dont iode et césium 137 selon la NISA) et du niveau de rayonnement de gaz ou liquides sortant de l’usine respectivement principalement par la cheminée d’échappement et le canal de décharge. La quantité de rayonnement aux limites du site dépasse ensuite la limite réglementaire de déclenchement d’un autre ensemble de précautions d’urgence et impose le classement de l’accident au niveau 4 (accident avec conséquences locales) sur l’échelle internationale des événements nucléaires (INES)
Décharge de pression sur Fukushima II
À 18 h 8, l’industriel annonce une augmentation de la pression mesurée dans la cuve de confinement du réacteur no 1 de Fukushima II (Daini), augmentation attribuée à une fuite de liquide de refroidissement du réacteur. À 5 h 22, la température de la chambre de suppression de pression dépasse 100 °C. Au vu de la perte de cette fonction de suppression de pression du réacteur, à 5 h 22, « il a été déterminé que l’incident spécifique énoncé dans l’article 15, alinéa 1 a eu lieu » (normalement, la vapeur produite accidentellement est dirigée vers une piscine de suppression de pression située sous le bloc réacteur, le « wetwell » ; en condensant la vapeur par refroidissement, la pression diminue).
L’industriel décide de réduire la pression de l’enceinte de confinement du réacteur par une « décharge partielle de l’atmosphère du réacteur contenant des matières radioactives afin de bien assurer la sécurité ». La vapeur d’eau expulsée contient des radionucléides qui, selon l’AIEA, sont filtrés (filtre HEPA et au charbon actif) pour retenir la contamination radioactive dans l’enceinte de confinement.
Refroidissement à l'eau de mer
Autour de 20 h, TEPCO commence à refroidir le réacteur avec de l’eau de mer, avant d’y ajouter de l’acide borique pour empêcher un accident de criticité (le bore est un absorbeur de neutrons).
Il faut cinq à six heures pour remplir le réacteur d’eau de mer ; ensuite; on continue à le refroidir par ce moyen durant une dizaine de jours.
L’injection d’eau de mer dans le bâtiment aurait commencé à 20 h 20.

#### Dimanche 13 mars 2011
Lâcher de vapeur sur le réacteur no 3
Le 13 mars à 5 h 10, une défaillance du refroidissement du réacteur no 3 de Fukushima Daiichi donne lieu à la dépressurisation volontaire de l’enceinte jusqu’à 8 h 41 heure locale. Ce même réacteur no 3 est dépressurisé par ouverture manuelle d’une soupape de sécurité de 8 h 41 à 9 h 20, pour baisser la pression dans le réacteur, opération immédiatement suivie à 9 h 20 d'une injection d’eau de mer et d’acide borique dans celui-ci à l’aide de la pompe à incendie, pour absorber des neutrons.
À 11 h 55, de l'eau de mer commence aussi à être injectée dans l'enceinte primaire du réacteur no 1, également via le système de lutte contre l'incendie, jusqu'à une interruption de l'injection le lendemain (14 mars) à 1 h 10.
Inquiétudes sur Fukushima Daini
En début de matinée, le premier ministre japonais annonce aux médias qu’il se rend d’urgence sur place car la seconde centrale nucléaire du complexe de Fukushima (Fukushima Daini, située à douze kilomètres de Fukushima Daiichi), connaît également d’importants problèmes de refroidissement. En France, la télévision et les médias annoncent aussi qu’une fusion pourrait avoir lieu dans l’autre réacteur japonais (Fukushima Daini no 1), celui-ci ne pouvant plus être refroidi. À 19 h 55, le premier ministre japonais ordonne l’injection d’eau de mer borée dans le réacteur,.

#### Lundi 14 mars 2011
Explosion d'hydrogène au no 3
À 11 h 01, une seconde explosion se produit, cette fois au niveau du réacteur no 3 de Fukushima Daiichi, soufflant le toit du bâtiment.
Onze personnes sont blessées. D’après l’opérateur, ni le réacteur ni la salle de commandes n’ont été endommagés. Par contre, plusieurs véhicules de secours sont atteints. L’Agence japonaise de sûreté nucléaire explique que ces explosions sont provoquées par de l’hydrogène rejeté volontairement pour faire baisser la pression malgré la charge du nuage engendré en radionucléides,.
L'injection d'eau (de mer) commencée la veille dans le réacteur est interrompue durant deux heures (de 1 h 10 à 3 h 20) par manque d'eau de mer dans le puits. Une augmentation anormale de la pression est détectée à 11 h 45.
Perte de refroidissement du no 2
Par ailleurs, le circuit de refroidissement du réacteur no 2 cesse de fonctionner. Le niveau de l’eau baisse autour du combustible, laissant présager une nouvelle explosion.
Une injection d’eau de mer et une décompression par TEPCO à l’intérieur du bâtiment sont prévues, mais cette fois avec une mesure de sécurité supplémentaire, en effet un trou a été percé à la surface du bâtiment lors de l’explosion du réacteur no 3, l’hydrogène accumulé à l’intérieur devrait alors s’échapper par cet orifice.
À 12 h 03, les barres de combustibles du réacteur no 2 sont à l’air libre jusqu'à 2,7 m, il n’y a plus d’eau pour les refroidir.
Les barres risquent de fondre, entraînant une possible fusion capable d’endommager le cœur du réacteur et de causer de nouvelles fuites radioactives majeures, dans l'air et dans l'eau.
Fusion des trois cœurs
À 16 h 58, TEPCO confirme une fusion en cours dans les réacteurs 1, 2 et 3 de la centrale de Fukushima Daiichi. Le risque d’une rupture de l’enceinte de confinement est évoqué.
Dès le 14 mars, TEPCO effectue des périodes de black-out alternantes, réparties par secteurs locaux.

#### Mardi 15 mars 2011
Explosion endommageant l'enceinte de confinement au réacteur no 2
À 6 h 10, une troisième explosion, cette fois-ci au réacteur 2 sur Fukushima I, a lieu dans le tore de condensation et serait due une nouvelle fois à de l’hydrogène évacué. La possibilité d'une fusion du cœur où les tubes de combustion seraient détruits, est avancée. À 6 h 14, TEPCO annonce qu'une partie du bâtiment du réacteur no 4 est endommagée.
À 7 h 00, par mesure de sécurité, TEPCO évacue le personnel des deux sites nucléaires, hormis cinquante ouvriers chargés de refroidir les réacteurs en activant les pompes dans des conditions dangereuses - En théorie, les interventions sont limitées dans le temps et les doses maximales sont clairement définies pour ces volontaires du nucléaire.
L’explosion a endommagé la piscine de condensation de l’enceinte de confinement du réacteur 2 de Fukushima I destinée à amortir les surpressions de vapeur.
L’Autorité de sûreté nucléaire du Japon déclare que l’enceinte ne semble pas atteinte bien qu'elle puisse être fissurée au niveau de son socle.
Yukio Edano reconnaît ensuite qu'une partie de l'enceinte de confinement du réacteur 2 est endommagée.
Incendie de la piscine d'entreposage du no 4
À 9 h 38, une explosion suivie d’un incendie affecte le réacteur 4, au niveau de la piscine d'entreposage du combustible. Selon TEPCO, l'incendie s'éteint spontanément vers midi.
Le Secrétaire général du Cabinet, Yukio Edano, déclare, après 10 heures, qu'il s'est agi d'une nouvelle explosion d'hydrogène. Comme pour les autres explosions, de la radioactivité est libérée dans l'atmosphère à de hauts niveaux, comme le reconnaît l'AIEA.
Explosion de la structure du bâtiment
La piscine de condensation où se trouvent les barres stockées est atteinte, de même que l'ossature du bâtiment, qui explose à 11 h 1, après l'explosion du toit ayant eu lieu le 12 mars.
Une partie des assemblages du combustible se trouve alors découverte.
Le problème du refroidissement des piscines de combustible usagé se pose de manière dramatique.
À 22 h 30, TEPCO craint une fuite de la piscine de combustibles usagés du réacteur 4 et envisage de l'arroser à travers la perforation accidentelle du toit, au moyen d'hélicoptères bombardiers d'eau ou de lances à incendie.
Elargissement du périmètre de sécurité
À 11 h 35, Edano conseille à la population de rester calfeutrée que ce soit « à la maison ou au bureau » et ce dans un rayon de trente km autour du site de la centrale. Il demande aussi l'évacuation de la population dans ce rayon de trente km, alors que cinq cents résidents seraient restés dans un rayon de moins de vingt km.
Fortes radiations près des réacteurs
À 19 h 22, Yukio Edano annonce des niveaux de détection de 400 mSv/h près du réacteur 3 et de 100 mSv/h près du réacteur 4.
À 11 h 39, le gouvernement déclare, via Yukio Edano, qu’à 10 h 22, un niveau de radiation de 100 mSv/h a été mesuré autour du réacteur no 2 et de 400 mSv/h autour du réacteur no 3.
Ces données font du secteur une zone rouge concernant la dose radioactive,.

Événements qui ont affecté les réacteurs de la centrale Fukushima I entre le 12 et le 15 mars 2011

#### Mercredi 16 mars 2011
Feu dans le réacteur no 4
À 5 h 45, le feu reprend dans le réacteur no 4 de Fukushima Daiichi. Le réacteur comprenant des stocks de combustible usagé, le feu risque de s'étendre à divers matériaux radioactifs, parmi lesquels du Césium à trente ans de demi-vie. Les équipes ne peuvent intervenir, en raison d'un débit de dose ambiant d'environ 400 mSv/h.
À 9 h 40, selon TEPCO, le feu et la fumée ayant disparu du réacteur no 4, l'incendie semble terminé.
À 19 h 35, l'hélicoptère mobilisé ne peut accomplir sa mission en raison du débit de dose trop important et l'arrosage des piscines de stockage par hélicoptère est abandonné.
Contrôle du réacteur no 3
À 10 h 45, en raison de la possibilité que le confinement primaire du réacteur 3 ait été endommagé, les opérateurs sont évacués de la salle de contrôle centrale des unités 3 et 4. Par la suite, à 11 h 30, les opérateurs retournent dans la salle et redémarrent l'injection d'eau.
Yukio Edano confirme un endommagement partiel de l'enceinte de confinement du réacteur 3, celui chargé au MOX (mélange d'oxydes d'uranium et de plutonium). Sa faible volatilité rend sa dispersion moins probable mais non impossible.
Yukio Edano confirme que les cinquante techniciens de TEPCO ont évacué temporairement la centrale pour se préserver du danger de la radioactivité du réacteur no 3.
À 14 h 14, la Corée du Sud s'apprête à envoyer ses réserves d'acide borique au Japon pour l'aider à refroidir ses réacteurs.
À 16 h 54, le gouvernement recourt à un hélicoptère de l'armée pour déverser de l'eau sur le réacteur no 3 de la centrale, et il est envisagé de le faire également sur le réacteur no 4 avec de l'acide borique.
L'opération de déversement d'eau sera abandonnée en raison des émanations radioactives trop fortes sur le site.
Prédictions sur le nuage radioactif
- À 14 h 49, le taux de radiation mesuré à Ibaraki atteint désormais 15,80 µSv/h, soit plus de trois cents fois la normale, estimée à ≤ 0,050 µSv/h[71].
- Selon une simulation de l'IAS, le nuage radioactif traverserait le Pacifique mais se disperserait avant d'atteindre les côtes américaines[72].
- En réalité (mais le public ne l'apprendra que plus tard), une brutale augmentation du taux de xénon (un gaz rare) était détectée[73] aux États-Unis ; Il s'agissait d'un isotope (133Xe) radioactif responsable d'une radioactivité de 40 Bq/m3 d'air, indiquant un taux 40 000 fois plus élevé que le taux moyen de cet isotope dans cette partie des États-Unis[74]. En tant que produit de fission, il confirmait la gravité de l'accident et sa détection était le premier marqueur du passage du nuage au niveau du laboratoire (46° 16′ 47″ N, 119° 16′ 53″ W), soit à plus de 7 000 km de Fukushima, son point d'émission[75].

Situation d'ensemble
Dans la soirée, diverses solutions sont envisagées pour assurer le refroidissement des réacteurs endommagés. Parmi elles, la projection d'eau sur le toit par un camion-citerne de la Police de Tokyo, avec canon à eau.
Plusieurs CNPE (centrales nucléaires de production d'électricité) d'EDF préparent du matériel (dont bore, matériel de radioprotection...) pour l'expédier sur la zone de la centrale de Fukushima.

#### Jeudi 17 mars 2011
Soutien international

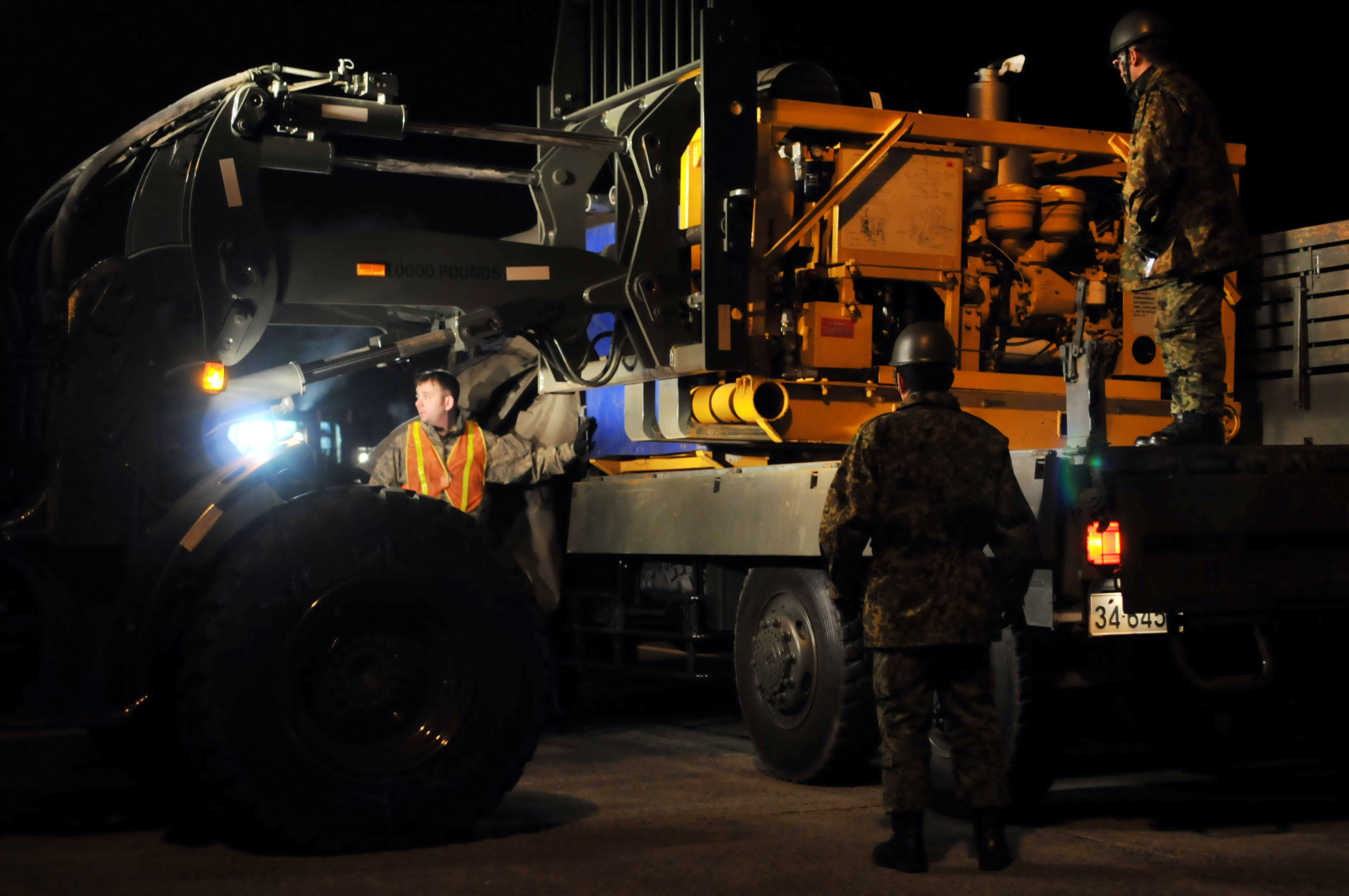
Des militaires de l’armée de l’air américaine ainsi que des membres de la sécurité civile japonaise chargent sur un camion une pompe à haut débit fournie par les États-Unis

À 2 h 23, on apprend que le directeur de l'AIEA, Yukiya Amano, est attendu sur place.
À 6 h 00, Areva affrète un avion transportant cent tonnes d'acide borique fournies par EDF, 3 000 masques, 10 000 combinaisons protectrices et 20 000 paires de gants.
Stabilisation des réacteurs
D'après TEPCO, le réacteur serait stable.
Entre 3 h 10 et 3 h 20, sur le site de Fukushima Daiichi, la pression aux vannes était de 70 kPa pour le réacteur no 2, de 200 kPa pour le réacteur no 3 (et indisponible pour le réacteur no 1). La mesure de température est toujours indisponible pour les réacteurs 1, 2 et 3 ainsi que pour les 3 piscines de ces réacteurs.
À 4 h 00, de l'eau de mer est injectée dans les réacteurs no 1, 2, 3 et 4 de Fukushima Daiichi.
À 7 h 00, les procédures de pulvérisation d'eau dans la piscine de combustible de l'unité 3 de Fukushima Daiichi sont en cours de vérification.
À 7 h 30, la NISA est informée qu'il est prévu d'installer des câbles électriques de secours pour une alimentation électrique de Fukushima Daiichi à partir du réseau électrique de la Compagnie électrique Tōhoku, mais le rétablissement de l'alimentation des pompes doit attendre que l'arrosage du réacteur 3 soit terminé et qu'un test soit établi.
Selon TEPCO, il n'y aurait pas cinquante mais cent soixante-dix techniciens, dits pompiers du nucléaire, sur le site de la centrale Fukushima pour mener les opérations de refroidissement. Leur nombre aurait augmenté au fil des jours devant l'ampleur de la tâche et des délais d'intervention individuellement courts.
Refroidissement d'urgence de la piscine no 4
Les barres de combustible usagé seraient dénoyées dans la piscine no 4, ce qui occasionnerait des niveaux « extrêmement élevés » de radiations. En effet, le rayonnement gamma qu'émettent les combustibles usés de la piscine ne sont plus arrêtés par la couche d'eau protectrice normalement présente.
À 4 h 29, le président de la commission de réglementation nucléaire des États-Unis (U.S.NRC) affirme que la piscine de stockage du réacteur no 4 de Fukushima ne contient plus d'eau.
À 8 h 55, TEPCO et les autorités japonaises démentent l'affirmation du NRC selon laquelle la piscine du réacteur no 4 serait vide.
Avant midi, un officiel de TEPCO, Hikaru Kuroda, admet toutefois qu'ils craignent que le niveau d'eau soit au plus bas.
Thierry Charles, directeur de la sûreté à l'IRSN, affirme que les rejets de la piscine du réacteur 4, en cas d'emballement, seraient dans la même gamme que ceux de Tchernobyl, à savoir des pastilles de combustible entourées d'une gaine de zirconium s'oxydant rapidement en s'enflammant.
Selon l'IRSN, le niveau d'eau doit être rétabli dans les 48 heures, pour refroidir les combustibles usés : à défaut, ceux-ci risquent de fondre et de répandre leur radioactivité dans l'atmosphère.
Pierre Le Hir, journaliste, tient le 16 mars un chat modéré sur Le Monde ; faisant le point sur les causes et la situation des accidents de Fukushima I, il affirme : « Si l'on n'arrive pas dans les toutes prochaines heures à refroidir les installations, il n'y aura plus guère d'espoir. ».
Cependant, les interventions humaines rapprochées, en raison des fortes radiations au niveau du réacteur no 4, deviennent quasiment impossibles à moins de risquer un sacrifice.
Arrosage par hélicoptère et canon à eau
À 9 h 45, NHK observe des rejets de vapeurs en provenance des réacteurs 2, 3 et 4.
Deux hélicoptères effectuent alors quatre largages d'eau au-dessus du réacteur 3 pour le refroidir et un au-dessus du réacteur 4 pour tenter de remplir sa piscine à combustible. Un seul largage atteint correctement le réacteur 3.
Pour le ministre de la Défense, Toshifumi Kitazawa, le personnel d'urgence n'a pas d'autre choix que d'essayer que l'eau soit déchargée avant qu'il ne soit trop tard.
Les pilotes ne peuvent stationner en vol à la verticale des réacteurs et n'ont pas de vision précise de l'intérieur des bâtiments explosés. D'après le ministère de la défense, douze autres largages doivent être effectués au cours des quarante minutes dont dispose chaque équipage pour intervenir sur le secteur.
À 11 h 15, le Premier ministre japonais annonce l'envoi vers midi de onze camions-citerne, habituellement utilisés pour contenir les manifestations, pour arroser les réacteurs.
19 h 00 environ : les Forces de la Défense et la police démarrent le déversement d'eau par des camions à canon à eau, sur requête de TepCo pour coopération. Ils terminent le déversement à 20 h 09.
Les largages d'eau sont interrompus pendant la nuit et les hélicoptères militaires sont mis à l'arrêt. L'opération est jugée plutôt inefficace : la majeure partie de l'eau déversée semble dispersée par le vent.

### Semaine 2

#### Vendredi 18 mars 2011
Une semaine après le début des événements, dans la journée, TEPCO espère raccorder le réacteur no 2 (le moins accidenté des quatre) au réseau électrique extérieur et remettre en marche les pompes. L'opération est toutefois suspendue à cause du risque radiologique pour les techniciens. Néanmoins d'après une annonce faite par l'opérateur, un premier câble électrique a été tiré jusqu'à la centrale. Sans toutefois donner plus de détails, il affirme vouloir rétablir le courant dans les installations du réacteur no 2 ; suivront ensuite les 1, 3 et 4.
TEPCO confirme sur son site internet que le niveau d'eau de la piscine commune du réacteur no 4, où se trouve le combustible usagé, est d'un niveau sécurisant, néanmoins, une inspection détaillée serait en préparation. Toujours d'après TEPCO, les piscines des réacteurs no 5 et no 6 contiennent respectivement 876 et 946 assemblages de combustible. Le nombre de techniciens est élevé à trois cents.
Sept camions-citernes équipés de canons à eau s'apprêtent à arroser la piscine du réacteur no 3. À 14 h, le déversement d'eau par des engins à incendie débute au réacteur no 3 avec la coopération des Forces d'Auto-Défense (six engins à incendie) et de militaires des États-Unis d'Amérique (un engin à incendie). Ils achèvent le déversement à 14 h 45.
Au nombre de trente, des camions de secours d'urgence se relaient parallèlement par unités de cinq, en sessions courtes et arrosent, à raison de 3,8 tonnes d'eau par minute, le réacteur à l'aide de puissante lances projetant à 22 mètres.
La NISA réévalue l'accident au niveau 5 sur l'échelle INES, en motivant sa décision par le fait que plus de 3 % du combustible a été endommagé, et que des fuites ont eu lieu. Il s'avèrera ultérieurement que la dispersion de matières radioactives dans l'environnement est à ce moment sous-estimée de plus d'un facteur 100.
TEPCO présente ses excuses aux gens vivant dans les environs de la centrale ainsi qu'aux autres citoyens et regrette profondément la situation, tout en mettant en cause le tsunami et le séisme,.
L'ensevelissement de réacteurs sous une épaisse couche de sable et des centaines de tonnes de béton ou de ciment (sarcophage) et utilisée dans le cas de Tchernobyl, est évoquée par les médias après que des ingénieurs de TEPCO l'avancent comme un ultime recours pour stopper l'émanation d'émissions radioactives majeures. Son installation nécessiterait l'emploi d'une main-d'œuvre sacrifiée, directement soumise aux radiations. L'ensevelissement ne constitue pas une solution dans l'immédiat, hormis hypothétiquement pour le réacteur no 4. Rééditer la solution de Tchernobyl n'est pas adapté à des réacteurs dont les enceintes de confinement restent sous pression car il faudrait avant tout que les réacteurs soient complètement refroidis.[réf. à confirmer]

#### Samedi 19 mars 2011
À 0 h 45, le déversement d'eau par une troupe de secours d'urgence démarre, avec la coopération du Département Incendie de Tokyo et se termine à 1 h 10. Les vents, toujours d'Ouest, baissent d'intensité, contribuant à chasser avec moins de force les polluants hors du littoral.
Le retour de l'alimentation électrique est annoncé à 4 h 22 pour le second générateur d'urgence (A) du réacteur 6, ensuite pour le générateur principal du réacteur 6. À 5 h 00, sur le réacteur 5, TEPCO démarre la pompe du système d'Évacuation de Chaleur Résiduelle (C), destiné à refroidir en priorité la piscine contenant le combustible usagé.
À 9 h 00, TEPCO mentionne que la reprise d'approvisionnement en électricité de la source externe des réacteurs 3, 4, 5 et 6 est en train d'être exécutée. Sur les réacteurs 3 et 4, TEPCO essaie d'utiliser les câbles servant en temps normal à envoyer l'électricité produite vers le réseau alors que vendredi, le câblage électrique du réseau des réacteurs 1 et 2 était en cours. En outre, la réparation du générateur diesel de secours A du réacteur 6 est achevée. TEPCO espère rétablir l'électricité dans la journée de dimanche pour le réacteur no 3, le plus dangereux des quatre réacteurs endommagés, en raison de la présence de plutonium dans son cœur. À 9 h 45, les projections d'eau par camions-citernes reprennent avec l'aide des pompiers de Tokyo.
À 16 h 25, une stabilisation du réacteur 3 est annoncée par les autorités. Le projet d'arroser les réacteurs en permanence peine à trouver un dispositif de mise en œuvre[réf. à confirmer].
À 22 h 14, TEPCO annonce avoir démarré la pompe du système d'évacuation de chaleur résiduelle afin de refroidir la piscine de combustible de l'unité 6.

#### Dimanche 20 mars 2011
Le rétablissement de l'électricité nécessaire au redémarrage des systèmes de refroidissement suppose de stopper les arrosages des réacteurs 3 et 4, ce qui risque de faire augmenter leurs températures. En milieu de journée, un responsable de l'agence de sûreté nucléaire déclare que TEPCO pourrait ouvrir les vannes du réacteur 3 pour relâcher la pression qui a augmenté à l'intérieur de l'enceinte de confinement.
L'arrosage de la piscine du réacteur 3 se poursuit par camions de pompiers. Malgré une forte hausse de la pression à 11 h, une décompression n'a pas été requise. À 8 h 21, TEPCO annonce le début de l'arrosage de la piscine du réacteur 4 avec l'aide des forces d'auto-défense. Les moyens d'évacuation de la chaleur résiduelle des combustibles ont considérablement diminués depuis le 14 mars, cette information figure dans le bilan que l'AIEA a dressé aujourd'hui sur les piscines de combustibles du site.
À 14 h 30, les autorités japonaises annoncent l'arrêt à froid du réacteur no 5. De 15 h 00 à 17 h 20, quarante tonnes d'eau de mer sont envoyées sur la piscine de combustibles du réacteur 2. À 15 h 46, le centre électrique du réacteur 2 reçoit l'électricité.
L'aspersion de la piscine du réacteur 4 par les Forces d'Auto-défense et par des engins à incendie américains s'est déroulé approximativement de 6 h 30 à 8 h 40, et de 18 h 30 à 19 h 46. L'aspersion du réacteur 3 et de sa piscine de combustilbe usé s'est poursuivi de 21 h 39 jusqu'à 3 h 58 dans la nuit du 21 mars.
La pose de câbles électriques a été étudiée pour les réacteurs 3 et 4 de 11 h à 16 h. Vers 15 h, la pose du câblage électrique pour le réacteur 4 était achevé.
À 19 h 27, les autorités japonaises annoncent l'arrêt à froid du réacteur 6.

#### Lundi 21 mars 2011
L'ASN estime que la situation demeure « incertaine ». Tôt dans la journée, les piscines des réacteurs 3 et 4 sont aspergées d'eau de mer par canon à eau de manière intermittente et la piscine du réacteur 2 l'est ponctuellement. Les réacteurs 1 et 2 sont connectés au réseau électrique mais les équipements doivent être vérifiés pour éviter tout court-circuit, durant deux à trois jours selon NHK.
Les rejets radioactifs se poursuivent, dus à des opérations de décompression volontaire des enceintes de confinement et à certaines fuites.
Peu avant 16 heures, au moment où le premier ministre japonais Naoto Kan s'exprime en estimant que la situation de la centrale s'améliore (raccordement au réseau électrique en progrès), une fumée grisâtre s'échappe du réacteur 3, considéré comme le plus dangereux en raison d'une forte charge en combustible MOX. TEPCO annonce alors l'évacuation d'une grande partie des 420 employés de la centrale, sans indiquer le nombre exact d'employés évacués. Les pompiers reportent les opérations d'arrosage du réacteur 3. Peu après 18 heures, les émanations de fumée du réacteur 3 cessent.
Cependant, vers 18 h 20, le réacteur 2 présente un dégagement de fumée blanche qui, selon TEPCO, s'échappe d'une fissure du toit, sans qu'un pic de radioactivité important ne soit déclaré. L'Agence de sûreté nucléaire dit ignorer la cause de ces fumées.

#### Mardi 22 mars 2011
Vers 8 heures, les travaux reprennent dans les réacteurs 1 à 4 pour rétablir l'électricité visant à remettre les pompes de refroidissement en marche. De nouveaux dégagements de vapeur continuent à s'échapper des réacteurs 2 et 3. Selon TEPCO, « la vapeur s'échappait déjà avant ; nous avons jugé qu'il était sans danger de poursuivre les travaux ».
Le refroidissement des réacteurs à l'aide des camions-citernes à canons à eau n'a pas repris ; une décision doit être prise en milieu de journée par l'ASN. L'Autorité de sûreté nucléaire informe que l’offre française d’envoyer de robots spécialisés pour intervenir dans la centrale a été déclinée par les autorités japonaises, qui jugent ces engins « inadaptés » à la situation. La société allemande Putzmeister fournit une pompe à béton autonome avec un bras de 58 mètres pour arroser le bloc 4. Dénommée par Tepco la girafe ou l'éléphant, cette pompe était destinée à un client du sud-est asiatique.
15 h 20 : les réacteurs 3 et 4 sont à leur tour reliés à une source électrique extérieure. Cependant, hormis les unités 5 et 6, les réacteurs ne sont pas encore alimentés en raison de vérifications nécessitant plusieurs jours.
18 h 00 : le ministre japonais de l'Industrie a présenté des excuses après avoir, selon des médias, menacé de « punir » les pompiers qui refuseraient d'intervenir à la centrale de Fukushima, où les doses de rayonnements radioactifs sont très élevées : « si mes paroles ont offensé les pompiers, je veux présenter mes excuses ». Il a néanmoins refusé de confirmer s'il avait effectivement menacé de « punir » ces pompiers.
L'un des vice-présidents de TEPCO est venu présenter ses excuses à la population, forcée d'évacuer les environs du complexe nucléaire du fait des niveaux de radiation.
Aux alentours de 20 h 33, on relève une augmentation de la température autour du réacteur 1, déjà très endommagé par une possible fusion de son cœur à 70 %. Selon l'ANS, il serait désormais en surchauffe, ce qui inquiète l'opérateur TEPCO. En effet, la température atteint désormais 400 degrés Celsius à l'intérieur de l'enceinte de confinement, conçue pour fonctionner en principe à 300 degrés,.
23 h 00 : l'électricité serait en partie rétablie dans la salle de contrôle du réacteur 3. Selon la chaîne NHK, l'éclairage est assuré, ce que confirme TEPCO.
L'exploitant annonce avoir mis en route l'alimentation électrique sur l'ensemble des réacteurs.

#### Mercredi 23 mars 2011
2 h 30 : TEPCO annonce avoir démarré l'injection d'eau de mer dans le réacteur no 1 par le biais du circuit d'alimentation de l'unité.
10 h 00 : l'aspersion de la piscine no 4 débute.
15h50. Selon l'agence Jiji, les banques japonaises vont prêter 2 000 milliards de yens (17,4 milliards d'euros) à l'opérateur TEPCO, leur apportant de l'aide financière afin de pouvoir assurer les réparations des centrales endommagées ainsi que le démantèlement de la centrale de Fukushima.
Deux nouvelles fortes secousses sismiques, de magnitude 5.8 et 6.0, sont ressenties près de la centrale de Fukushima. D'après la télévision publique NHK, il n'y aurait pas de nouveaux dommages.
L'ANS annonce que le personnel de la centrale a dû interrompre son travail en raison d'un niveau de radiation trop élevé autour du réacteur 2.
16 h 30 : on signale qu'une fumée noire se dégage du réacteur 3, ce qui entraîne l'évacuation temporaire du personnel par TEPCO. Cette fumée était issue de l'enceinte du réacteur 3 ; elle se dissipe vers 17 h 40. D'après l'Agence de sûreté nucléaire, cet incident n'a pas contribué à élever le niveau de radioactivité global.
Cependant, l'IRSN note que l'eau de mer, chargée en sel, pourrait altérer à très court terme la capacité à refroidir le combustible.
Le niveau de radiation aurait atteint 500 mSv par heure, ce qui correspond à la dose de rayonnement à laquelle avaient été soumis les liquidateurs à Tchernobyl.[réf. nécessaire]
21 h 10 : une nouvelle réplique de magnitude 4,7, d'un épicentre situé à 10 km de profondeur, touche la région de Fukushima ; aucun dégât ni blessé n'ont été constatés.

#### Jeudi 24 mars 2011
5 h 00 : la température du réacteur 1 est descendue mais elle reste à un niveau inquiétant de 243 °C.
7 h 00 : pour la première fois, le réacteur numéro 1 émet de la vapeur.
10 h 55 : le personnel de pompiers reprend le travail d'arrosage pour tenter de refroidir le réacteur 3, après une interruption la veille en raison de fumée noire. La pompe de refroidissement du réacteur 5 s'est arrêtée mais devrait être remplacée.
11 h 00 : le Ministère de la Défense Japonaise fournit les températures à la surface des installations des réacteurs : 60 °C pour la piscine du réacteur 2, 57 °C pour le réacteur 3 et 22 °C pour le réacteur 4. Ces résultats proviennent de relevés infrarouges effectués par hélicoptères depuis samedi.
11 h 30 : selon un responsable de l'ASN, l'électricité a été partiellement rétablie ce matin dans le réacteur 1. « L'éclairage de la salle de contrôle s'est allumé, mais nous ne sommes pas sûrs que cela signifie que le système de refroidissement pourra repartir ».
12 h 00 : la pression continue d'augmenter dans le réacteur 1. TEPCO prend des mesures pour tenter de la réduire. Selon l'ASN, un apport massif d'eau engrangerait cette augmentation à l'intérieur de l'enceinte de confinement. L'électricité est partiellement rétablie dans la salle de contrôle du réacteur 1.
15 h 40 : selon l'ASN, deux ouvriers de la centrale qui travaillaient à tirer des câbles électriques dans la turbine du réacteur 3 sont hospitalisés, leurs jambes ayant été exposées accidentellement à de l'eau irradiée qui s'est engouffrée dans leurs bottes,. La radioactivité de cette eau était de 3,9 millions de Bq/cm3, soit 10 000 fois plus intense que celle d'une eau de réacteur nucléaire non endommagé.
Un mois plus tard, le 30 avril, Tepco annoncera que les doses d'irradiation globales reçues par les deux ouvriers ont été de 240,80 et 226,62 mSv. Un troisième employé a lui aussi été irradié, sans nécessiter de traitement. Les opérations ont été interrompues dans le réacteur 3, au premier étage et au niveau des sous-sols.
Les pompes des réacteurs 2 et 4 ont été inspectées. Les inspecteurs ont annoncé être en difficulté sur le réacteur no 2, en raison de niveaux élevés de rayonnement.
Selon le Ministère de la Défense, les enquêtes menées par des hélicoptères ont permis de signaler une baisse de la température de surface de plusieurs réacteurs. Cependant, les températures internes des réacteurs 1 et 3 sont inquiétantes.
Entre le 24 mars (confirmation à 6 h 20, 8 h selon le précédent) et le 25 mars 8 h, pour la première fois, une fumée blanche continue est émise par le réacteur no 1, au-dessus de la piscine. À ce moment, le débit d’injection d’eau de mer dans la cuve était ajusté à 10 m3/h, ce qui devrait permettre une évacuation suffisante de la puissance résiduelle. La pression est stabilisée dans l’enceinte de confinement, qui ne devrait donc pas nécessiter de dépressurisation à très court terme selon l'IRSN.

### Semaine 3

#### Vendredi 25 mars 2011
12 h 50 : selon TEPCO, la cuve du réacteur no 3 serait endommagée et même percée, ce qui pourrait impliquer qu'un corium, sorte de magma se formant à une température de 2 000 °C, soit entré en contact avec le fond de l'enceinte de confinement et puisse s'enfoncer peu à peu dans le béton. Cela pourrait expliquer l'existence des fumées noires observées auparavant par intermittence au-dessus du réacteur ; cette hypothèse avait été avancée par l'IRSN dans son communiqué du 24 mars,. En cas de fuite de gaz aggravée, ce scénario pourrait ouvrir sur une situation inédite où des réactions en chaîne, en fonction de la résistance de la cuve et de la capacité du corium à traverser les huit mètres de béton, risqueraient de provoquer une déflagration et la libération d'énormes quantités de radioéléments dans l'environnement dont la mer.
15 h 20 : le Ministre de la Défense du Japon annonce que le gouvernement envisage de remplacer l'eau de mer par de l'eau douce, avec l'aide des forces américaines. En effet l'eau de mer a été utilisée comme mesure d'urgence mais le sel qu'elle contient pourrait conduire à la corrosion des éléments à l'intérieur des réacteurs, une remarque formulée depuis plusieurs jours par des experts américains.
18 h 02 : TEPCO annonce que l'eau de mer est remplacée par de l'eau douce pour refroidir le réacteur 3.

#### Samedi 26 mars 2011
À partir de 10 h 10, l'eau de mer est remplacée par de l'eau douce chargée en acide borique pour asperger le réacteur 2, selon TEPCO.
Une injection d'eau douce commence dans le réacteur no 1 le 26 mars

#### Dimanche 27 mars 2011
Les travaux de pompage de l'eau fortement radioactive, commencés à 6 h, sont suspendus une heure plus tard à la suite de la prise en compte des mesures de radioactivité révélant des niveaux trop dangereux. La nappe d'eau dans la salle de turbines du réacteur 3 affiche désormais 750 millisieverts par heure, contre 180 mSv/h le 24 mars, dépassant donc les niveaux maximaux relevés le 14 mars.
La société TEPCO annonce en matinée que la nappe d'eau du bâtiment des turbines du réacteur 2 présente un niveau de radioactivité « dix millions de fois plus élevé » (2,9 PBq/m3) que la normale et 1000 fois plus élevée que celle qui a irradié trois ouvriers jeudi 24 mars dans le bâtiment des turbines du réacteur 3.
Le contaminant serait principalement de l'iode 134 à demi-vie très courte (52,5 minutes).
Dimanche soir, la société TEPCO annonce s'être lourdement trompée, dans ses calculs.
Tepco explique que l'employé chargé d'effectuer les mesures, effrayé par les chiffres, aurait pris la fuite sans faire de contre-vérification. Tepco affirme que l'eau est pourtant extrêmement radioactive, donnant la mesure d'un débit de dose en surface dépassant la limite de mesure (1 000 mSv/h).

#### Lundi 28 mars 2011
Le ministère de l'Auto-Défense japonais rend publiques plusieurs minutes de prises de vue d'hélicoptère datant du 27 mars au matin.
Une fissure semble s'être formée sur toute la hauteur du bâtiment 2. De forts jets de vapeur fusent des bâtiments 2, 3 et 4.
En fin de soirée, un porte-parole de Tepco informe que cinq prélèvements sur le site de la centrale sinistrée révèlent des retombées au sol de plutonium 238, 239 et 240, dont deux indubitablement en lien avec l'accident, tout en en minimisant l'effet sur la santé.

#### Mardi 29 mars 2011
On continue à effectuer des rejets de vapeurs radioactives, étant donné la situation critique des trois premiers réacteurs ; malgré leur alimentation électrique, les matériels ne sont pas encore opérationnels.
De l'eau contaminée est observée dans le sol des bâtiments turbines des trois réacteurs mais seule l'eau du réacteur 1 est pompée, les deux autres réacteurs ne disposant pas de réservoirs de stockage d'effluents suffisants. Des puits issus des réacteurs 1 et 3 sont contaminés.
Selon TEPCO, dans le réacteur no 1, l'injection d'eau se fait avec une pompe électrique temporaire au lieu d'un camion de pompiers.

#### Mercredi 30 mars 2011
Dans un village situé à 40 km de la centrale de Fukushima, l'Agence internationale de l'énergie atomique publie des mesures de niveaux de radiation dépassant les normes.

#### Jeudi 31 mars 2011
La situation reste très préoccupante pour les réacteurs 1 et 3 de la centrale, en particulier par rapport aux fuites d'eau observées dans les bâtiments des turbines, ce qui atteste une perte d'étanchéité, y compris au niveau du réacteur 2.

### Semaine 4

#### Vendredi1eravril 2011
La situation n'évolue guère : état critique des réacteurs 1 et 3, dénoyage des cœurs des réacteurs sur un tiers de leur hauteur, tentatives de pompage de l'eau présente dans les bâtiments des turbines, présence d'eau contaminée dans les puits adjacents des réacteurs 1 et 3, celle du réacteur 1 étant pompée. General Electric, le concepteur des réacteurs ainsi que la NRC, assistent à présent TEPCO.

#### Samedi 2 avril 2011
- 8 h 31 : de l'eau radioactive s'écoule dans la mer, à travers une fissure (d'environ 20 cm de largeur) apparue dans le sol en béton du réacteur 2. On aurait mesuré à cet endroit un niveau de radiation de 1 sievert par heure[167].

Le Ministère japonais de la Science annonce que le niveau de contamination de l'eau rejetée dans l'océan près de l'adduction d'eau de la centrale atteint 300 GBq/m3 pour l'iode 131, soit un niveau 7,5 millions de fois au-dessus du niveau maximal de rejets admis.
- Le Premier Ministre japonais se rend dans la région[169].

#### Dimanche 3 avril 2011
- 8 h 55 : deux ouvriers, portés disparus depuis le début de la catastrophe, ont été retrouvés morts, dans les ruines de la centrale[170].

#### Lundi 4 avril 2011
Dans le but de pomper et de stocker l'eau fortement radioactive qui a envahi les bâtiments-turbines et les sous-sols des bâtiments-réacteurs, TEPCO annonce qu'il va rejeter à la mer environ 10 000 t d'eau faiblement radioactive (actuellement stockée dans le bassin de rétention des eaux) et 1 500 t d'eau issue des puits de drainage des réacteurs 5 et 6.
Le niveau d'eau de la fosse de la tranchée de l'unité 3 monte de 15 cm par rapport au niveau de la veille. Le cheminement de l'eau infiltrée n'a pas pu être établi. « Nous ne pouvons pas nier la possibilité d'une fuite d'eau du bâtiment de la turbine de l'unité 4 vers la tranchée de l'unité 3 » annonce TEPCO qui, par précaution, cesse de transférer l'eau vers le bâtiment de la turbine de la tranchée no 4 ; par la suite, le niveau d'eau de la fosse de la tranchée no 3 se stabilise.

#### Mardi 5 avril 2011
À partir de 15h-16h30 : pour prévenir la diffusion en mer vers la zone du brise-lames (au Sud de la centrale) de l'eau contaminée et radioactive provenant de la partie portuaire de la centrale, TEPCO entame une restauration du brise-lames en l'entourant de grands sacs de sable immergés.[réf. souhaitée]

#### Mercredi 6 avril 2011
Vers 6 h : TEPCO stoppe le rejet d'eau fortement radioactive dans la mer en provenance d'une fissure du puits adjacent au bâtiment turbine du réacteur 2, en assurant un colmatage par injection de silicate de sodium. Néanmoins, le rejet volontaire d'eau contaminée en mer se poursuit, par la vidange de réservoirs ainsi que des bâtiments (noyés) des réacteurs 5 et 6, ceci afin de libérer des capacités de stockage permettant d'accueillir l'eau plus fortement radioactive des unités 1, 2 et 3.
Tepco craint une nouvelle formation d'hydrogène au niveau du réacteur 1. Des injections d'azote sont programmées dans la soirée, dans l'objectif de diminuer le taux d'oxygène et, ainsi, de limiter les risques d'une nouvelle explosion. Cependant, cette opération s'accompagnerait de rejets de vapeur radioactive dans l'atmosphère, moins importants que ceux de la première semaine de l'accident.
De 15h59 à 16h28, une évaluation de la situation est entreprise par l'envoi d'un hélicoptère télécommandé au-dessus des réacteurs 1 et 4.

### Semaine 5

#### Vendredi 8 avril 2011
Poursuite des opérations : refroidissement à l'eau douce des réacteurs 1, 2 et 3 et de leurs piscines, injection d'azote à faible débit dans l'enceinte du réacteur 1, pompage d'eau contaminée dans le bâtiment des turbines du réacteur 1, rejet en mer de l'eau contaminée des réservoirs à rendre disponibles.

#### Lundi 11 avril 2011
La zone d'évacuation initiale est étendue à de nouvelles municipalités situées en direction du Nord-Ouest, territoire également très contaminé. Le radiologiste Jan Van de Putte relève 48 microsieverts par heure entre les bourgs de Iitate et Tsushima, confirmant la dangerosité de rester dans le secteur[réf. nécessaire]. Au vu de la contamination, qui s'étend fortement jusqu'à 100 km au moins[réf. nécessaire], Greenpeace estime que plus d'un million de personnes sont menacées de mort.[réf. à confirmer]

#### Mardi 12 avril 2011
L'Agence japonaise de sûreté nucléaire relève l'accident nucléaire de la centrale de Fukushima au niveau 7, soit maximal, sur l'échelle des évènements nucléaires et radiologiques (INES), soit au même degré de gravité que la catastrophe de Tchernobyl.
Elle précise que le niveau des émissions radioactives dans l'air depuis le début de l'accident nucléaire de Fukushima équivalait à 10 % de celui mesuré en 1986 après la catastrophe de la centrale située en Ukraine. Cependant, ce niveau était supérieur concernant la première semaine. De plus, les rejets radioactifs se poursuivent, ce qui rend impossible l'évaluation globale des dégâts causés par l'accident majeur.
Des mesures sont effectuées et de l'eau est prélevée pour analyse dans la piscine de combustible du réacteur 4 à l'aide du bras motorisé de la pompe à béton qui injectait l'eau. Le niveau de la piscine est de 5 m en dessous de la normale mais il recouvre encore le combustible de 2 m ; la température y est proche de l'ébullition (90 °C au lieu de 40 °C) et le niveau de radioactivité en surface atteint la valeur très élevée de 84 mSv/h.

#### Mercredi 13 avril 2011
La société TEPCO estime la contamination de l'environnement en iode 131 à 810 000 TBq, soit une valeur six fois plus élevée que celle indiquée par la NISA (130 000 TBq) et qui avait motivé un classement au niveau 7 de l'échelle INES.
Le ministère des Sciences du Japon fournit des chiffres sur la contamination de l'océan : le taux d'iode 131 était, lundi 11 avril, en augmentation à 30 km de la côte, atteignant le double du taux maximal de rejets (qui est de 40 kBq/m3). À 15 km, TEPCO indique un taux 23 fois supérieur à la limite. Dans les environs marins immédiats de la centrale, le niveau des rejets reste infiniment plus élevé.
Pour tenter de la refroidir et de remonter son niveau d'un mètre, la piscine de combustible du réacteur 4 a été aspergée de 195 t d'eau. Au total, cette piscine aura reçu 1 800 tonnes d'eau depuis le début des opérations, le 11 avril.
Tepco a analysé des échantillons d'eau prélevés dans la piscine de l'unité 4. De l'iode 131 est présent pour 220 MBq/cm3, du césium 134 pour 88 MBq/cm3 et du césium 137 pour 93 MBq/cm3.

#### Jeudi 14 avril 2011
Le Secrétaire général du Cabinet du Japon Yukio Edano dément que le premier ministre Kan ait déclaré que la zone proche de la centrale serait inhabitable pour longtemps.
La société Toshiba présente un plan sur dix ans en trois phases : plusieurs mois pour stabiliser les réacteurs, cinq ans pour retirer le combustible puis cinq autres années pour démanteler le site et nettoyer le secteur.

### Semaine 6

#### Vendredi 15 avril 2011

Ce graphe cumule les quantités d'eau injectées dans la piscine de stockage 4 afin de maintenir les barres d'uranium à une température contrôlée : le 15 avril, l'eau de la piscine se rétablit à 90 °C. Cette accumulation de liquide s'explique par le fait que pour contrôler la température, il faut 7 m d'eau au-dessus des barres reposant au fond, qui elles mesurent 4 m. Puisqu'il fallait la renouveler, on comprend pourquoi le site déborda d'eau radioactive, ce qui occasionna plusieurs rejets dans l'environnement côtier. En abscisse, le temps écoulé du 20 mars au 28 mai 2011. Avant le 20 mars, seuls des canons à eau dépêchés par la municipalité de Tokyo agissaient ; il est vraisemblable que les barres aient brûlé au contact de l'air, malgré les dénégations officielles locales.

Le journaliste de Libération Michel Temman témoigne de la réouverture des écoles du village de Yamakiya, à 35 km au nord-ouest de la centrale[réf. nécessaire].
Les mesures de Greenpeace le 4 avril avaient montré un débit de dose de 5,4 µSv/h dans le village, et de 32 µSv/h à 3 km, en dehors de la zone d'exclusion. Les mesures officielles dans la ville de Kawamata, au nord-ouest du village, montrent le 16 avril un débit de dose atteignant 9,72 µSv/h. Trois jours plus tard, les écoles du district d'Yamakiya sont fermées et les habitants contraints d'évacuer dans un délai d'un mois pour ne pas dépasser une dose annuelle d'irradiation de 20 mSv.
Le débit de dose à l'extérieur des centrales est mesuré entre 2 et 4 mSv/h. Il atteint 270 mSv/h entre les portes du sas du réacteur 1.

#### Samedi 16 avril 2011
Une eau qualifiée de fortement radioactive provenant du réacteur 2 continue de s'accumuler dans un tunnel-siphon extérieur aux bâtiments. Le transfert de 660 tonnes de cette eau dans un réservoir de condenseur du bâtiment des turbines a temporairement fait baisser le niveau de 8 cm.

#### Dimanche 17 avril 2011
Le ministère de l'éducation japonais débloque des fonds pour fournir des dosimètres à toutes les écoles publiques de la préfecture de Fukushima.

#### Lundi 18 avril 2011

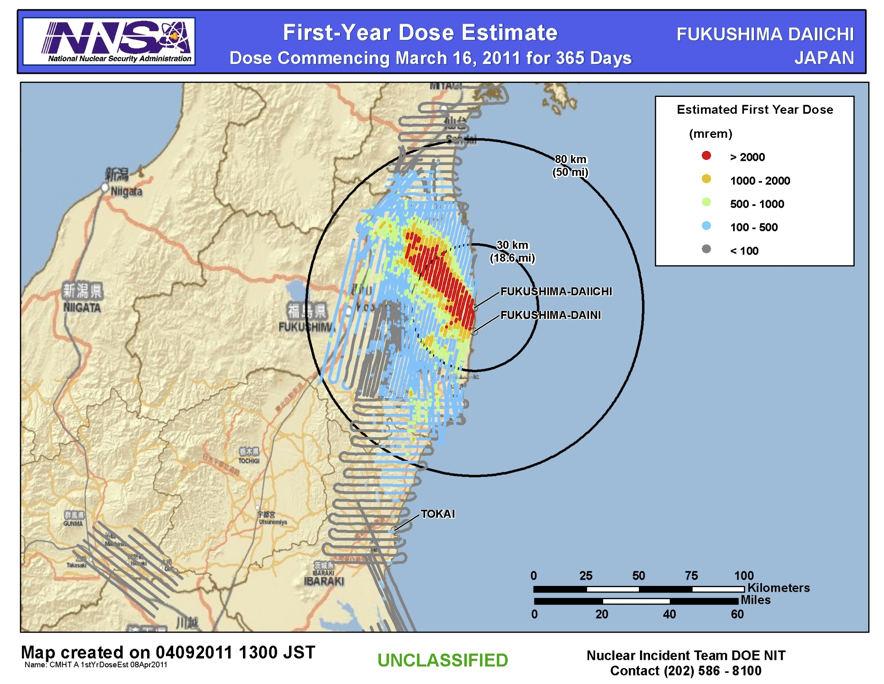
Publication, par le département américain du NNSA, d'un rapport le 18 avril 2011 estimant les doses de radiations que la population avoisinante aurait reçue la première année du fait des rejets de la centrale.

Le secrétaire général du cabinet japonais ne prévoit pas de retour des populations évacuées avant six mois.
L'opérateur Tepco entame un processus de fixation des poussières radioactives par arpersion d'un polymère. Les opérations sont prévues pour durer une dizaine de semaines.
Des robots américains ont exploré le premier étage du réacteur 1 et du réacteur 3.
Les débits de dose maximum observés étaient respectivement de 49 mSv/h et 57 mSv/h.
La dose annuelle maximale tolérée pour les interventions nucléaires d'urgence (250 mSv) interdit à toute personne de séjourner plus d'une demi-journée dans les lieux. De nombreux débris dans le réacteur 3 rendent difficile l'accès des robots.

#### Mardi 19 avril 2011
AREVA signe avec la société TEPCO un accord pour construire en quelques semaines une installation de purification chimique des effluents liquides contaminés. Cette installation serait capable de traiter 1 200 m3 d'eau par jour en réduisant d'un facteur 1000 à 10000 les taux d'iode et de césium présents,,.

#### Jeudi 21 avril 2011
Il devient strictement interdit de pénétrer dans un rayon de vingt kilomètres autour de la centrale, sous peine d'amende.
Chaque famille est autorisée à envoyer un membre récupérer des effets personnels, sans excéder deux heures de séjour.
L'exploitant TEPCO estime à 500 m3 la quantité d'eau hautement radioactive rejetée en mer entre le 1er et le 7 avril 2011. La quantité de radioactivité est estimée à 5000 TBq, soit un centième de la radioactivité totale rejetée dans l'air.
Des échantillons prélevés à 1,7 km de la centrale, à Okumamachi, par un chercheur de l'Université d'Hokkaido et analysés au laboratoire de l'Université de Kanazawa, révèlent la présence de trois types de plutonium dont les plutonium 239 et 240, en quantités infimes. Leur densité différant de celle des substances décelées autrefois, leur origine est probablement liée aux explosions des bâtiments réacteurs.

### Semaine 7

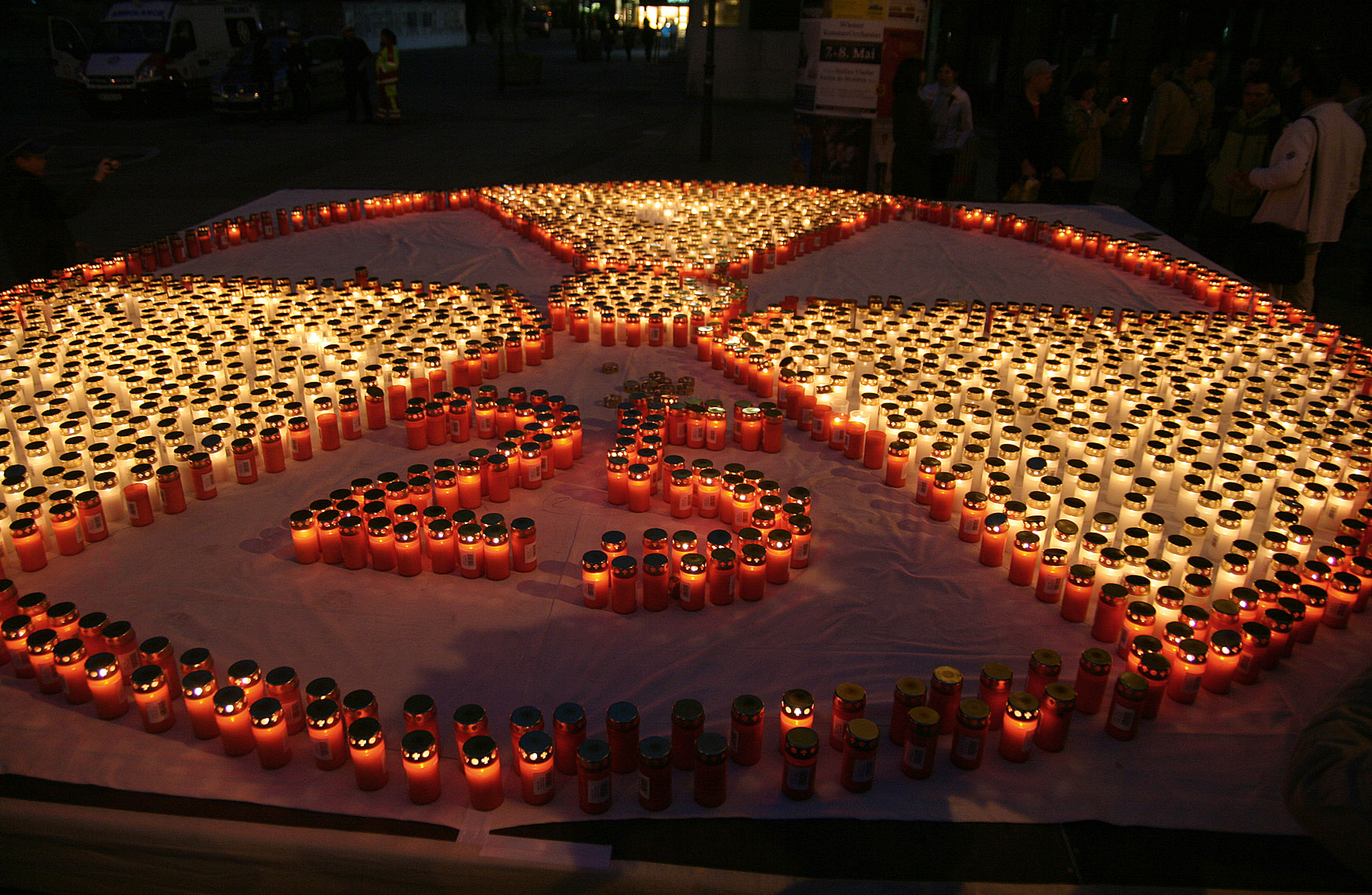
Manifestation civile à Vienne (Autriche) le 25 avril 2011.

#### Vendredi 22 avril 2011
Sur l'île Maurice, des traces de radiation sont détectées sur trois voitures et une camionnette importées du Japon. Les quatre véhicules sont réexpédiés. Les valeurs mesurées ne sont pas précisées.

### Semaine 8

#### Vendredi 29 avril 2011
L'expert en sécurité des radiations Toshiso Kosako, professeur à l'université de Tokyo (qui avait été nommé conseiller spécial du Premier ministre le 16 mars 2011) annonce en larmes qu'il présente sa démission. Dans sa lettre, il déclare que le gouvernement ignore ses conseils, ne prend que des mesures provisoires, et retarde la résolution de la crise.

#### Samedi 30 avril 2011
En visite dans Iitate, ville en phase finale d'évacuation, Norio Tsuzumi (vice-président de Tepco) déclare que selon ses propres convictions, l'homme est responsable de la crise nucléaire[réf. souhaitée].
Une contamination anormale par le césium 137 (334 000 Bq/kg) est détectée dans une usine de traitement des eaux usées de la ville de Kōriyama à près de soixante kilomètres à l'ouest des centrales accidentées. Le 11 avril, Greenpeace avait préconisé que les femmes enceintes et les enfants évacuent cette ville à cause d'un niveau trop élevé de contamination (2,8 µSv/h).

#### Dimanche1ermai 2011
Tepco envisage de multiplier par 4 la force de travail sur le site, en recrutant 3 000 personnes[réf. souhaitée].

#### Lundi 2 mai 2011
Goshi Hosono, conseiller du premier ministre japonais déclare que les prédictions des contaminations issues du logiciel SPEEDI (System for Prediction of Environment Emergency Dose Information), jusqu'ici restées secrètes,[réf. nécessaire] seront publiées dès le lendemain.[réf. souhaitée]

### Semaine 9

#### Dimanche 8 mai 2011
La société TEPCO mentionne une contamination des sols par le strontium à 500 m de la centrale : 4 400 Bq/kg pour Sr 89 et 570 Bq/kg pour Sr 90. L'épaisseur de sol prélevée n'est pas précisée, ni la contamination par unité de surface.
Elle diffuse de plus une vidéo montrant le bon état apparent de plusieurs cadres de combustible dans la piscine du réacteur 4.

#### Lundi 9 mai 2011
La radioactivité mesurée au premier étage du réacteur 1 atteint 700 mSv/h, ce qui limite à 20 minutes par an l'intervention d'un homme. Une décontamination est nécessaire avant d'entamer la mise en place d'un circuit fermé du refroidissement sur le moins endommagé des 3 réacteurs. Une autre source laisse entendre que les travaux principaux auront lieu au second étage, où la contamination est plus faible (100 mSv/h).
Sur ordre du gouvernement, par précaution à cause du risque d'inondation par tsunami, l'opérateur des centrales d'Hamaoka décide de suspendre le fonctionnement de deux réacteurs et de ne pas redémarrer un troisième.

#### Mardi 10 mai 2011
Une vidéo de l'intérieur de la piscine du réacteur 3 est rendue publique. Enregistrée deux jours auparavant par une caméra suspendue au bout du bras d'une pompe à béton télescopique, elle montre des entrelacs de structures d'acier et de fers à béton (le lien de la vidéo est périmé). La contamination de l'eau est très élevée (3 000 fois plus que l'eau de la piscine du réacteur 4) : 140 GBq/m3 pour Cs 134, 1,6 GBq/m3 pour Cs 136, 150 GBq/m3 pour Cs 137, 11 GBq/m3 pour l'iode 131.
D'après l'opérateur, la présence d'iode 131, preuve d'une réaction nucléaire récente, peut être expliquée par la contamination par les barres dégradées du réacteur et non pas de la piscine.
L'expert Arnold Gundersen avait pour sa part émis l'hypothèse, sur la base des images vidéo du 14 mars, que la piscine avait subi une détonation de caractère nucléaire.[réf. à confirmer]

#### Mercredi 11 mai 2011
Dominique Leglu, directrice de la rédaction de Sciences et Avenir, annonce dans un article de son blog « FUKUSHIMA (suite 36) : accident maximal dans le réacteur no 1 », qu'elle publie le 12 mai, avoir appris le 11 mai d'une dépêche (Reuters) venant de Tokyo qu’un nouvel écoulement d’eau radioactive vers l'océan avait « peut-être été décelé » en provenance « du réacteur no 3 »
La transparence affichée par le gouvernement japonais nourrit au contraire des suspicions. Le Réseau sortir du nucléaire parle de pratique d'une "censure à la chinoise" de la part des industriels et du gouvernement japonais, qui a visé à minimiser les conséquences sanitaires et environnementales. En effet, le 6 avril, le gouvernement a imposé aux opérateurs télécom d'effacer de leurs réseaux des données qualifiées de « fausses rumeurs [...] contraires à la loi, à l'ordre et à la morale publique ».[réf. nécessaire]

#### Jeudi 12 mai 2011
TEPCO admet que le cœur fondu du réacteur no 1 a percé sa cuve en de multiples endroits. Les cuves des 2 et 3 sont également percées.
Selon l’agence de presse Kyodo news, TEPCO a déclaré « avoir trouvé de multiples trous sur plusieurs centimètres dans de la tuyauterie soudée »[réf. nécessaire].
TEPCo reconnaît que les barres de combustibles des réacteurs 1, 2 et 3 ont vraisemblablement fondu peu après la catastrophe du 11 mars.

### Semaine 10

#### Vendredi 13 mai 2011
TEPCO annonce ignorer où s'est écoulée la moitié des 10 000 m3 d'eau injectés pour refroidir le réacteur 1 depuis deux mois. L'agence de sécurité nucléaire japonaise, par la voix de Hidehiko Nishiyama, estime que l'injection d'eau dans l'enceinte de confinement peut être réduite, étant donné que la plus grande partie du combustible a fondu au fond de la cuve.
Les producteurs de thé de la région de Yokohama (au sud de Tokyo, à 250 km des centrales accidentées) doivent cesser d'expédier leur production à cause d'une contamination au césium qui excède légèrement les normes (500 Bq/kg).

#### Samedi 14 mai 2011
Un homme de 60 ans employé par une entreprise sous-contractante pour la gestion des déchets radioactifs sur le site tombe inanimé et décède peu après. L'employé était habillé d'une combinaison protectrice et ne présentait pas de contamination.
D'après TEPCO, le combustible en fusion a percé la cuve du réacteur 1 et endommagé l'enceinte de confinement. L'opérateur déclare ignorer le niveau d'eau réel dans cette enceinte, et à quel niveau ont lieu les fuites. Une étanchéité insuffisante du fond d'enceinte rendrait impossible la mise en place d'un circuit de refroidissement en circuit fermé.
Des images semblent montrer que le bâtiment du réacteur no 4 se serait incliné ou enfoncé. Il est également possible que cette inclinaison soit juste superficielle, localisée au niveau des poutrelles supérieures qui supportaient le toit soufflé par l'explosion.

#### Dimanche 15 mai 2011
Lors de l'exploration du bâtiment réacteur 1 réalisée deux jours auparavant, un robot téléguidé a relevé un débit de dose extrêmement élevé, (2 000 mSv/h) qui interdit à un homme d'y séjourner plus de 8 minutes par an.
Pour expliquer l'apparent bon état des assemblages de combustible de la piscine du réacteur 4, TEPCO pense que l'hydrogène qui a provoqué la destruction du sommet du bâtiment et un incendie le 15 mars 2011 provient du réacteur 3 voisin.
TEPCO publie un scénario des événements qui ont affecté le réacteur 1, après recalibrage des sondes de mesure de niveau d'eau : l'évaporation de l'eau aurait découvert le combustible trois heures plus tard, et le combustible découvert aurait rapidement atteint 2 800 °C. L'injection d'eau dans la cuve le 12 mars à 05 h 50 a limité l'élevation de température, mais la quasi-totalité du combustible aurait coulé au fond de la cuve dans l'heure, avant l'explosion d'hydrogène à 15 h 36.

#### Mardi 17 mai 2011
Le président de la NISA déclare avoir été au courant de la fusion des 3 réacteurs de la centrale dès fin mars. Puisque TEPCo a masqué la vérité, Greenpeace l'accuse de malhonnêteté ou d'incompétence.
L'opérateur TEPCo signale que les groupes électrogènes mobiles envoyés sur le site n'ont jamais pu être utilisés, principalement à cause du mauvais état des connexions électriques. En outre, la connexion qui a pu finalement être réalisée avec le réacteur 2 24 h après le sinistre a été aussitôt endommagée par l'explosion du réacteur 1.
Deux jours plus tard, des blocs de béton projetés par l'explosion du réacteur 3 ont endommagé les groupes électrogènes.
L'électricité n'a finalement été fournie aux bâtiments que grâce à la connexion au réseau.
Une vidéo tournée le 6 mai 2011 est diffusée, montrant divers points du site.
TEPCo estime devoir à traiter 200 000 à 250 000 tonnes d'eau contaminée en un an et planifie une récupération de l'eau du sous-sol, qui serait pompée, traitée et réinjectée dans les réacteurs.
Dans le port d'Iwaki, une plate-forme (barge d'élevage de poisson en mer) serait en transit pour Fukushima. Longue de 136 m et large de 46 m, elle serait capable de stocker 10 000 tonnes d'eau contaminée.

#### Mercredi 18 mai 2011
Tentative d'intervention dans le bâtiment du réacteur 2. Les employés doivent rebrousser chemin après 14 minutes à cause de la vapeur qui règne. Un officiel de TEPCO déclare que contrairement aux trois autres réacteurs dont les toits ont été détruits, la vapeur dégagée ne s'évacue pas[réf. nécessaire].
Le premier-ministre Kan déclare qu'il faut rompre le lien de dépendance de la NISA, chargée de la sécurité, avec le ministère de l'industrie, chargé de promouvoir la production d'énergie nucléaire. En effet, la NISA venait d'affirmer qu'elle était au courant de la fusion des réacteurs 1, 2 et 3 depuis fin mars[réf. nécessaire].

### Semaine 11

#### Vendredi 20 mai 2011
Le Chūgoku Shimbun, reprenant une conférence de presse du cabinet de Yukio Edano, informe que la cellule de crise Gouvernementale n’était, avant le 12 mars, absolument pas informée des données des radiations et de la contamination issues de la dispersion des particules.
Face aux énormes pertes du groupe, le patron de TEPCO, Masataka Shimizu, choisit de démissionner.

#### Dimanche 22 mai 2011
TEPCo estime que la seule fuite du réacteur 3 aurait rejeté en mer vingt térabecquerels d'éléments radioactifs[réf. souhaitée].

#### Mardi 24 mai 2011
Tepco annonce « tout à fait possible » l'état de fusion complète du combustible dans les réacteurs no 2 et 3, à la manière de ce qui s'est produit dans le réacteur 1. Jusqu'à présent, l'opérateur de la centrale avançait que le combustible n'avait été que partiellement endommagé. Tepco précise également que la cuve sous pression et l'enceinte de confinement du réacteur no 1 sont endommagées et qu'elles présentent des fuites.

### Semaine 12

#### Samedi 28 mai
Le controversé Ichirō Ozawa, opposant direct de Naoto Kan, tient des propos alarmistes lors d'un entretien: « Si nous ne faisons rien, même Tokyo pourrait devenir hors zone… Il est possible qu’un jour nous ne puissions plus vivre au Japon [...] Si le Japon ne peut pas être sauvé, c’en est fini des Japonais. »

#### Dimanche 29 mai
Les fortes pluies qui tombent sur Fukushima et plus largement sur Honshu les 29 et 30 mai (près de 50 mm), sous vent dirigé vers le Sud-Ouest, favorisent une plus forte pollution radioactive des eaux, de surface, souterraines mais aussi marines[réf. souhaitée].

#### Mercredi1erjuin 2011

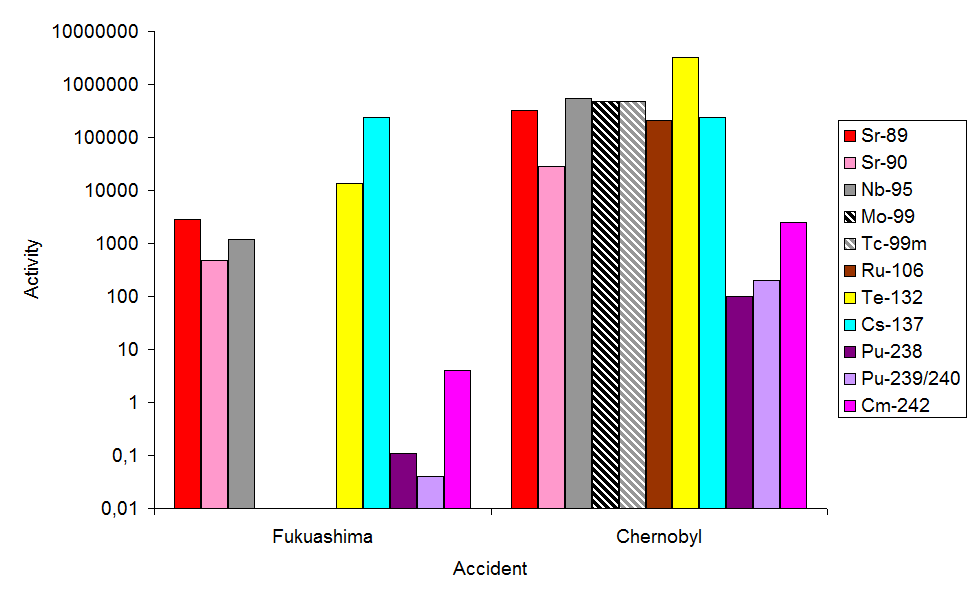
Ce graphique à barres compare les relevés de radioisotopes constatés sur le terrain en juin 2011 à 500 mètres de la centrale de Fukushima Unité I (à gauche) avec les données équivalentes fournies dans un rapport de l'OCDE pour la catastrophe nucléaire de Tchernobyl (à droite). Lire cet article pour obtenir plus d'éléments de comparaison.

Les experts de l'AIEA envoyés au Japon du 22 au 30 mai pour « tirer les enseignements de l'accident susceptibles d'aider à améliorer la sûreté nucléaire partout dans le monde » ont produit, après avoir notamment visité les sites de Fukushima, un pré-rapport portant entre autres sur les leçons en ce qui concerne les risques externes, la gestion des accidents graves et la protection civile. Ce document est publié le 1er juin 2011, en prévision de la « Conférence ministérielle sur la sûreté nucléaire », prévue du 20 au 24 juin à Vienne, Autriche). S'il juge que la réponse des autorités japonaises a été positive en ce qui concerne l'évacuation et la protection des populations, le document critique ces mêmes autorités pour avoir sous-estimé, pour plusieurs centrales japonaises, le risque de tsunami, ainsi que pour avoir sous-évalué la gravité de la situation initiale ; ensuite, il estime que l'indépendance des autorités de sûreté doit être améliorées et qu' « un programme, approprié et établi au moment opportun, de suivi de l'exposition du public et des travailleurs et de surveillance sanitaire serait bénéfique » ; en outre:
- la combinaison d'évènements sévères devrait être adéquatement étudiée pour le long terme, à la fois au niveau de la conception et de l’exploitation des centrales, des opérations, des ressources et de la gestion de crise.
- les risques liés à la formation d'hydrogène doivent être soumis à une évaluation détaillée et des systèmes de réponse et d'atténuation doivent être prévus.

### Semaine 13

#### Vendredi 3 juin 2011
- L'AIEA publie un point sur ses activités en réaction à l'accident[240].
- TEPCo annonce l'ouverture mi-juin d'une station d'épuration sous contrat avec Areva[241], qui serait capable de traiter 1 200 tonnes d'eau très fortement contaminée par jour, sur un volume total de 87 000 à plus de 100 000 tonnes à traiter, ce pour un coût de 2 585 dollars la tonne. Mi-août, un réservoir souterrain de 100 000 tonnes permettrait de stocker l'eau. Cependant, les 1 250 mm d'eau de pluie tombant en moyenne annuelle engendreront environ 500 000 m3 d'eau supplémentaire que l'unité de traitement sera incapable de gérer. En réalité, le contrat liant TEPCo à AREVA étant secret, le coût ni le volume d'eau pouvant être traitée, ou quels isotopes radioactifs, hormis le césium, sont concernés ne sont pas connus[réf. nécessaire].
- Un robot téléguidé détecte de la vapeur radioactive (4 Sieverts) provenant d'une ouverture dans le plancher du premier étage du bâtiment réacteur numéro 1 où passent des tuyaux en provenance de la chambre de condensation[242].

#### Samedi 4 juin 2011
- Dans l'enceinte de confinement, la radioactivité est remontée à 250 Sieverts par heure[243].

#### Mercredi 7 juin 2011
- Un « séminaire ministériel sur la sûreté nucléaire » a été organisé le 7 juin au siège de l'OCDE. Hideichi Okada (vice-ministre pour les Affaires internationales au Japon) y a estimé que le gouvernement (japonais) a été "aussi transparent que possible", (…) "l'information est rendue publique dès que le gouvernement l'obtient." (…), et concluant "Il nous faudra des années avant d'ouvrir les réacteurs et de savoir ce qu'il s'est passé"[244].[réf. nécessaire]
- La NISA annonce que TEPCO attend 40 000 m3 de capacités supplémentaires de stockage (110 000 m3 d’eau très radioactive sont à évacuer des bâtiments), mais que de l'eau radioactive pourrait fuir vers l'océan à partir du 20 juin 2011[245].
- Dans un rapport de plus de 700 pages rédigé pour le groupe d'experts de l'AIEA (experts de 12 pays ; Argentine, Chine, France, Hongrie, Inde, Indonésie, Russie, Corée du Sud, Espagne, Turquie, Royaume-Uni et les États-Unis), l'Agence NISA reconnaît avoir sous-estimé la gravité de l’accident de Fukushima ; les cœurs de réacteurs no 1, 2 et 3 avaient bien connu une fusion majeure, peu après le tremblement de terre[246],[247].

### Semaine 15

#### Samedi 18 juin
- 162 kg de thé vert japonais en provenance de la préfecture de Shizuoka (située à 450 km de la centrale de Fukushima) ont été saisis par le DGCCRF à l'aéroport de Paris-Charles-de-Gaulle, du césium radioactif ayant été détecté à la hauteur de 1038 becquerel par kilogramme (soit 2 fois la dose maximum autorisée en France)[248]. Selon l'IRSN, "Le thé vert découvert à Roissy ne constitue pas une menace sanitaire sérieuse mais sa saisie démontre des insuffisances dans le système de contrôle des importations en provenance du Japon"[249].

#### Dimanche 19 juin
Les double-portes du bâtiment du réacteur no 2 ont été ouvertes afin de laisser s'échapper de l'air humide.

### Semaine 16

#### Vendredi 24 juin
Un drone de type T-Hawk de l'armée américaine s'écrase sur le bâtiment du réacteur 2 de la centrale,. Il devait récupérer des échantillons de gaz s'échappant du réacteur no 2 pour analyse.

### Semaine 17

#### Samedi 2 juillet
Toshiso Kosako, professeur à l'université de Tokyo et ancien expert (il a démissionné en avril) en sécurité radiologique auprès du Premier Ministre japonais Naoto Kan, affirme que le gouvernement a été lent pour tester les taux de radiation sur la mer et sa faune ; il affirme également que les risques ont été délibérément minimisés et que les informations sur la réalité des rejets en mer restent trop parcellaires. En outre, T. Kosako affirme qu'il est très probable que le riz, qui sera récolté cet automne, soit lui aussi très fortement contaminé, à l'instar d'autres plantes comme le thé ou les épinards : si le riz du Tōhoku ne se vend pas, un scandale pourra éclater. Selon lui, dix-sept écoles présentent un niveau de contamination exigeant un nettoyage profond. Il dit enfin son étonnement face à l'opacité des prises de décision et des informations. Pour lui, le Japon n'est plus un pays démocratique et, de plus, il devient un pays en voie de développement.
Le dépôt d'uranium appauvri appartenant à Chisso Petrochemical de Chiba (proche de Tokyo), a pris feu lors de l'explosion de la raffinerie Cosmo Oil, proche, au moment du tremblement de terre du 11 mars. Ce dépôt contenait 765 kilogrammes d'uranium appauvri à concentration radioactive de 0,3 %. Le comité mis en place à la suite de la catastrophe niait toute fuite, mais les pompiers affirment que le toit du bâtiment a été complètement détruit par l'incendie, cela vient s'ajouter à la radioactivité de la centrale de Fukushima,.

#### Dimanche 3 juillet
Une fuite est découverte sur le réacteur no 5, dans le circuit de refroidissement à l'eau de mer provisoire.

#### Lundi 4 juillet
De l'eau contaminée au césium 137 a été découverte dans l'eau courante de Tokyo le 2 juillet ; d'après les autorités, au 3 juillet on n'en relevait plus. Après avoir découvert de l'iode radioactive dans des proportions deux fois supérieures à la limite autorisée pour les enfants, le gouvernement métropolitain de Tokyo a préconisé à la population de ne pas donner d'eau courante aux enfants. Des produits tels qu'épinards, champignons, pousses de bambou, thé, lait, prunes et poisson, ont été retrouvés contaminés à 360 km de la centrale de Fukushima.
L'autorité de sureté nucléaire japonaise rend publique une étude faite en mars sur mille enfants de la ville de Fukushima, démontrant via leur thyroïde que 45 % d'entre eux avaient été exposés à des radiations, à des doses cependant inférieures à la limite sanitaire de 0,2 microsievert/heure (1 % d'entre eux ont été exposés à des doses comprises entre 0,04 et 0,1 microsievert/heure),.

### Semaine 18

#### Vendredi 8 juillet
Le thé de la ville de Tochigi, situé à 160 km de la centrale est contaminé par du césium radioactif à 1 810 becquerels par kilogramme, d'après le gouvernement de la préfecture de Tochigi.
Une contamination au césium avec un taux montant jusqu’à 3200 becquerels par kilogramme (alors que la limite autorisée est de 500) a été trouvée pour la première fois dans de la viande bovine à Tokyo. L'animal fait partie d'un lot de 11 animaux en provenance d'une ferme située à proximité de la ville de Minami Souma dans la préfecture de Fukushima juste à l’extérieur de la zone évacuée,.

#### Dimanche 10 juillet
Une alerte au tsunami est lancée à 11h heure locale sur les préfectures de Iwate, Miyagi, et Fukushima à la suite du tremblement de terre de magnitude 7,0 qui s'est produit à 10h57.
La première vague est repérée à 11h28, elle est haute de 50 cm.

#### Jeudi 14 juillet
À 20 h, TEPCO annonce le démarrage de l'injection d'azote gazeux dans la cuve du réacteur de l'unité 3.

### Semaine 19

#### vendredi 15 juillet
Tepco annonce avoir commencé à envoyer de l'azote dans les réacteurs 1 et 2 dans le but de les refroidir, et avoir effectué le même type d'opération pour le réacteur 3, celui-ci étant plus difficile d'accès, à partir du 14 juillet au soir selon un porte-parole. Ceci vise à réduire les risques d'explosion ou de rejet d'hydrogène hautement radioactif[réf. nécessaire].

### Semaine 20

#### Vendredi 22 juillet
Une partie du réseau électrique de la centrale a été coupé momentanément à la suite d'une surcharge dont la cause n'est pas encore connue ayant déclenché un disjoncteur.
Les parties touchées sont le système de refroidissement de la piscine de l'unité 3, les instruments de mesure des réacteurs 3 et 4, le système de traitement d'eau contaminée, le système de refroidissement de la piscine commune et le bâtiment parasismique principal.
Le courant a été rétabli rapidement à l'aide des générateurs de secours, l'alimentation externe n'a été rétablie qu'en fin de matinée.
Vers 17 h, TEPCO a commencé à transférer l'eau accumulée à l'Unité 2 vers un puits vertical de déchets (installation centralisée de traitement de la radioactivité).

### Semaine 21

#### Mardi 26 juillet
Le gouvernement annonce un plan visant à racheter et brûler la viande de 3 000 bœufs soupçonnés d'avoir été alimentés avec du foin ou de la paille de riz radioactifs.
Ces mesures de deux milliards de yens (17 millions d'euros) devraient être payées par TEPCO.

### Semaine 22

#### Dimanche 31 juillet
0 h 44 : un système alternatif au système de refroidissement et de filtration, permettant un refroidissement par injection d'eau fraîche cyclique, démarre sur la piscine du carburant usagé de l'unité 4. Son activation reste temporaire.

#### Lundi1eraoût
À 14 h 30, on détecte un niveau de radioactivité de surface supérieur à 10 Sv/h sur une connexion de tuyauterie du système d'urgence de traitement à gaz, au bas de l'échappement principal commun aux unités 1 et 2. La zone est interdite d'accès.

#### Mardi 2 août
Le transfert de l'eau accumulée du bâtiment commun du combustible usagé vers le réservoir temporaire, qui a débuté le 30 juillet au matin, s'achève à 5 h 45.
À 10 h démarre le transfert de l'eau moins hautement radioactive du réservoir temporaire extérieur vers la Méga-flotte.
TEPCO annonce la condamnation d'une zone de la centrale, entre les réacteurs 1 et 2, où ont été relevés en deux endroits des niveaux de radioactivité mortels, supérieurs à 10 sieverts, près d'une conduite de ventilation.

#### Mercredi 3 août
20 h 20 : le générateur diesel d'urgence est rétabli à l'unité 4 de la centrale.

#### Jeudi 4 août
À 7 h 09, on commence à transférer l'eau accumulée au bâtiment du réacteur no 2 vers l'installation centralisée de traitement des déchets radioactifs.

### Semaine 23

#### Vendredi 5 août
À 8 h 42 selon les informations de TEPCO, commence le transfert de l'eau accumulée dans le bâtiment de l'unité 3 vers l'installation centralisée de traitement des déchets radioactifs. Dans la matinée, l'eau accumulée au bâtiment de l'unité 6 est transférée dans le réservoir temporaire (progressivement vidé).

### Semaine 25

#### Jeudi 25 août
En se basant sur une estimation calculée par le gouvernement, le quotidien Tokyo Shinbun affirme que l'accident nucléaire a délivré 15 petabecquerels de césium 137, soit l'équivalent de 168 fois la quantité libérée lors du bombardement atomique d'Hiroshima (mais la comparaison s'arrête là puisque l'explosion du 6 août 1945 a également fait 140 000 victimes, dans l'immédiat ou à court terme), ou de 20 % de la quantité émise lors de la catastrophe nucléaire de Tchernobyl.

### Semaine 26

#### Vendredi 26 août
Un groupe de 300 chercheurs de l'Université d'Osaka dirigés par le professeur Mamoru Fujiwara a effectué des prélèvements de sols et mesuré les niveaux de contamination en Césium 137 et 134 dans la Préfecture de Fukushima,.
Ces données ont été utilisées pour extrapoler une carte montrant le nombre de jours nécessaires pour recevoir une dose de 20 mSv en passant en moyenne 8h/jour dehors ainsi que des prévisions sur l'évolution des niveaux de radiations sur 5, 10 et 30 ans.

#### Lundi 29 août
Greenpeace annonce avoir mesuré des taux de radioactivité très supérieurs aux limites acceptées par les normes internationales (1 mSv/an) dans certaines écoles au-delà de la zone d'exclusion des 20 km autour de la centrale de Fukushima Daiichi. L'organisation dit avoir relevé une dose de 7,9 µSv/h (69 mSv/an) dans une cage d'escalier, soit 70 fois la limite acceptée,.
Selon un responsable de la ville, « un report de l'ouverture de plus de cent écoles sur la base des commentaires de Greenpeace concernant seulement trois d'entre elles serait déraisonnable ».

### Semaine 27

#### Lundi 05 septembre
TEPCO annonce que le réacteur 3 est passé sous la barre des 100 °C pour la première fois depuis le début de l'accident grâce à la remise en marche du circuit de pulvérisation (core spray) qui injecte 3 tonnes d'eau supplémentaires par heure.

### Semaine 28

#### Lundi 09 septembre
Le réalisateur japonais Sion Sono annonce à la Mostra de Venise, où il concourait pour Himizu, le tournage d'un film sur la catastrophe de Fukushima.

### Semaine 29

#### Lundi 19 septembre
La conférence annuelle de l'Atomic Energy Society of Japan débute, pour quatre jours, à Kitakyushu, rassemblant des centaines d'experts en énergie atomique, appelés à discuter des moyens pour contenir l'accident de Fukushima et pour aider les régions touchées à se relever.

#### Jeudi 22 septembre
Le vent de nord qui a soufflé lors du passage du typhon Roke sur le Japon a provoqué une augmentation temporaire des doses de radioactivité ambiantes dans certaines régions au sud de la centrale. À Tokyo, la dose atteint un pic de 0,082 µGy/h à 18h, soit une augmentation de 50 % par rapport au niveau ambiant de 0,056 µGy/h.
Aux alentours de la centrale par contre les doses aériennes diminuent à cause du lavage de l'air par la pluie, le poste de mesure du quartier Yamada de la ville d'Okuba situé à 7 km à l'ouest de la centrale enregistre une baisse de la dose qui passe temporairement de 25 µGy/h à environ 20 µGy/h.
Les fortes pluies qui ont accompagné le cyclone ont fait monter le niveau de l'eau dans les sous-sols des réacteurs, de 44 cm pour l'unité 1 et de 10 cm pour les unités 2 et 4.

### Semaine 31

#### Vendredi 30 septembre
Du plutonium 239 et 240 est décelé dans le sol jusqu'à 45 km de la centrale de Fukushima-Daiichi en direction du Nord-Ouest, dont le relevé maximal à quatre becquerels par m2 à 30 km, considéré comme très faible par le gouvernement japonais.

### Semaine 33

#### Samedi 15 octobre
Un rapport de TEPCO établi pour la conférence de presse du 6 juin 2011, mais tenu sous silence par les médias, est rendu public sur Internet. Le rapport indique qu'au cours des cents premières heures suivant le sinistre, 120 milliards de becquerels de plutonium 239 ont été libérés ainsi que 7600 milliards becquerels de neptunium 239.

### Semaine 34

#### Vendredi 21 octobre
L'ACPD (Atmospheric Chemistry and Physics Discussions) rend public son rapport, offrant un résumé de la catastrophe du point de vue des rejets en isotopes radioactifs 133Xe et 137Cs. L'Université des sciences appliquées de la vie et des sciences naturelles (Boku) de Vienne publie le 21 octobre les résultats de la nouvelle étude issue d'une équipe de recherche internationale sur les rejets atmosphériques en radionucléides à la centrale de Fukushima Daiichi, fondée sur de nouvelles méthodes de calcul, incluant le modèle de simulation GFS-FLEXPART et des algorithmes inverses améliorés. Cette étude, menée par le Dr Andreas Stohl, conclut que les émissions ont commencé plus tôt, ont duré plus longtemps et à des niveaux plus élevés que ce que l'on avançait dans la plupart des études antérieures. Le xénon 133 a été émis dès le 11 mars à 6 h, pour un volume de 16 700 PBq (pétabecquerels) ou 16 700 × 1015 Bq ; cela en fait la plus forte émission de l'histoire de l'humanité, représentant 2,5 fois Tchernobyl. En outre, le rapport reprend en annexe le déroulement de la catastrophe pour chaque réacteur.
Le césium 137 a été émis à hauteur de 36 PBq soit 40 % des émissions de Tchernobyl, 20 % se déposant dans l'air et 80 % dans l'eau. Les isotopes ont été déposés au sol essentiellement à partir des 14 et surtout 15 mars, lors de l'arrivée du cyclone. Les nuages de radionucléaides se sont répandus sur tout l'hémisphère Nord et peut-être aussi au Sud, touchant la côte Nord américaine à de basses altitudes le 15 mars, atteignant le sol au Sud du 40° Nord pour le xénon. Le Césium a atteint le sol au Sud du 50° Nord à partir du 18 mars sur tout l'Ouest de l'Amérique, Pacifique compris. Le 22 mars, toutes les couches hautes et moyennes de l'atmosphère de l'hémisphère Nord avaient été contaminées, en xénon (en Europe principalement sur la Scandinavie) et de manière inégale pour le Césium : niveaux élevés sur le continent Nord-américain et le Pacifique, très faibles sur l'Europe.

### Semaine 40

#### 2 décembre 2011
Selon une nouvelle simulation de TEPCO, les barres de combustible du réacteur no 1 auraient fondu, percé la cuve et seraient tombées sur la partie en béton de l'enceinte de confinement, le traversant sur une profondeur qui pourrait atteindre 65 centimètres,. Le combustible fondu se trouverait ainsi par endroits à 37 centimètres de la coque en acier, elle-même entourée d'un bâtiment de béton reposant sur une dalle de 7,6 mètres d'épaisseur.

### Semaine 41

#### 5 décembre 2011
45 m3 d'eau contaminée au strontium radioactif, à hauteur de 130 000 becquerels par centimètre cube, ont été relâchées par la centrale, formant une nappe. Il semble que ce soit lié à un problème du système de décontamination au cours du week-end. Par effet de dilution, l'eau est retombée à 45 becquerels de césium radioactif par centimètre cube. D'après le rapport de l'opérateur TEPCO, 45 m3 ont été relâchés, soit un total de 5,85 terabecquerels de strontium.

### 2012

#### 19 janvier 2012
L'intérieur de l'enceinte de confinement de l'unité 2 a été inspecté à l'aide d'un endoscope, un thermomètre a également pu être inséré. La température mesurée de 44,7 °C ne diffère pas beaucoup de celle indiquée par les capteurs déjà présents (42,6 °C). La qualité des images obtenues est assez faible à cause de l'effet des radiations sur le capteur vidéo et de la forte humidité ambiante.
Selon Tepco :
- Le délaminage de la peinture montre que le mur a été soumis à des températures importantes et à un taux d'humidité élevé
- Les grilles ne sont pas immergées, le niveau d'eau dans l'enceinte de confinement est donc inférieur à 4,5 m
- Le tremblement de terre ne semble pas avoir causé de dommage structurel sur les équipements visibles

Tepco ne prévoit pas pour l'instant d'examiner les unités 1 et 3 de cette manière à cause des taux de radioactivité plus élevés dans les bâtiments réacteurs.

#### 1erfévrier 2012
Une canalisation est rompue sur le réacteur no 4, laissant s'échapper plus de 8 tonnes d'eau radioactive dans le complexe, la fuite commence à 5h locale (8h GMT),, cela fait suite à plusieurs petites fuites découvertes dans le même réacteur le week-end précédent.

#### 7 février 2012
Un des capteurs placé sur un côté de la cuve du réacteur no 2 (TE-2-3-69H1) indique une montée en température progressive depuis le 27 janvier, de 45 à 72 °C soit une augmentation de 27 °C en 10 jours.
Cette montée en température n'ayant pas été suivie d'une augmentation de rejet de produits de fission (Xenon 135), l'hypothèse de la reprise de criticité du cœur a été écartée. Tepco a procédé à une injection d'acide borique dans la cuve en préparation de l'augmentation de la quantité d'eau injectée.
Après avoir augmenté l'injection d'eau de 3 tonnes par heure, la température s'est mise à redescendre.
Selon l'IAE (Institute of Applied Energy), l'hypothèse la plus probable est qu'un arrêt temporaire de l'injection d'eau le 26 janvier pour changer une pompe ait entraîné un changement du cheminement de l'eau dans la cuve, ou un déplacement d'un morceau de corium

#### 8 février 2012
Des analyses de vers de terre montrent des taux de césium très élevés à différentes distances de la centrale de Fukushima et font craindre une contamination de toute la chaîne alimentaire. Les taux sont de 19 000 becquerels de césium par kilogramme de vers au village Kawauchi, à 30 kilomètres de la centrale, de 1 000 becquerels dans le village d'Ōtama à 70 kilomètres et 290 becquerels dans la ville de Tadami, éloignée de 130 kilomètres.

#### 9 février 2012
- Tepco a utilisé une caméra radioguidée pour vérifier l'état du combustible usagé dans piscine de l'unité No 4[308],[309]. La visibilité était de 5 mètres, le combustible n'a apparemment pas subi de dommages ou de déformations[310]. D'autres inspections sont prévues afin de localiser les débris tombés et de surveiller les 1535 barres d'uranium entreposées là. Tepco dit être en mesure de commencer à retirer le combustible de cette piscine dès mars 2014[311].
- Tepco pense avoir déterminé une des causes des fuites qui se produisent depuis cet hiver. Des tuyaux haute pression posés dehors à même le sol ont été retrouvés perforés par une herbe, l'Imperata cylindrica[312].

#### 12 février 2012
Un des capteurs sur la cuve du réacteur de l'unité 2 (TE-2-3-69H1) continue d'indiquer une montée en température (82 °C) malgré les augmentations successives du débit d'injection d'eau (17,4 tonnes par heure). De nouveaux prélèvements de gaz excluent toujours un retour d'une partie du cœur à la criticité et les autres capteurs indiquent une température en baisse, aux alentours de 35 °C.
En prenant en compte le niveau d'eau estimé, les températures basses aux autres endroits de la cuve et le fait que la température mesurée par ce capteur varie énormément, Tepco n'exclut pas que le capteur soit devenu défectueux en plus de l'hypothèse de la poche d'eau non circulante évoquée le 7.

#### 13 février 2012
Le capteur sur la cuve du réacteur de l'unité 2 (TE-2-3-69H1) qui indiquait une montée en température progressive s'est brusquement mis à indiquer des températures variant de 275 à 400 °C.
Après avoir effectué des mesures de conductivité, Tepco affirme être certain que ces mesures sont dus à une panne du capteur. L'air à l'intérieur du réacteur étant saturé en humidité, le circuit connectant le thermocouple pourrait être sur le point de se couper, ou alors l'isolant des fils pourrait ne plus remplir sa fonction. Si d'autres capteurs commencent à tomber en panne, avoir des données sur la situation à l'intérieur des réacteurs pourrait devenir plus difficile.

#### 14 février 2012
À la suite de la panne du capteur TE-2-3-69H1, Tepco a effectué des tests sur les thermomètres du réacteur de l'unité 2.
Sur 41 thermomètres testés, 8 se sont avérés avoir une résistance électrique anormale et sont maintenant considérés comme défectueux.
L'Agence japonaise de sûreté nucléaire (NISA) a demandé à Tepco de réfléchir sur d'autres méthodes pour mesurer la température et de rendre un rapport préliminaire le lendemain (15 février).

#### 16 février 2012
Le rapport remis par Tepco à la NISA le 15 février concernant les pannes de capteurs et la mise en place d'autres moyens de mesurer la température a été rendu public.
Dans le rapport, Tepco montre les tests qu'il a effectués sur des thermocouples dont les câbles ont été endommagés ou trempés dans de l'eau salée ; les résultats correspondent aux mesures effectuées sur les thermocouples déclarés défectueux dans le réacteur.
Plusieurs méthodes alternatives pour mesurer la température ont été proposées :
- Insérer des thermomètres dans la cuve du réacteur en passant par les tuyaux
- Inférer la température à partir de celle de l'eau qui fuit
- Inférer la température à l'aide de caméras infrarouges insérées dans l'enceinte de confinement (Difficilement réalisable)
- Réparer un des thermomètres au niveau des barres de contrôle (Difficilement réalisable)
- Insérer un thermomètre en ouvrant le couvercle de l'enceinte de confinement et en creusant un trou dans le haut du réacteur (Difficilement réalisable)

#### 22 février 2012
- Tepco a commencé à cimenter le plancher océanique autour de la centrale pour empêcher l'éparpillement des substances radioactives déposées. La couche de ciment fera 60 cm d'épaisseur et s'étendra sur 70 000 m2[320].

#### 1ermars 2012
Tepco annonce avoir terminé l'opération de retrait des substances radioactives en suspension dans l'eau de la piscine de l'unité numéro 3 (opération commencée le 14 janvier 2012). La radioactivité de l'eau a ainsi été diminuée d'un facteur 100, passant de 108 à 106 Bq/L. Cette décontamination était nécessaire avant de pouvoir entamer le dessalement de piscine. La présence d'eau salée est en effet dangereuse car elle accélère la corrosion des structures,.

#### 4 mars 2012

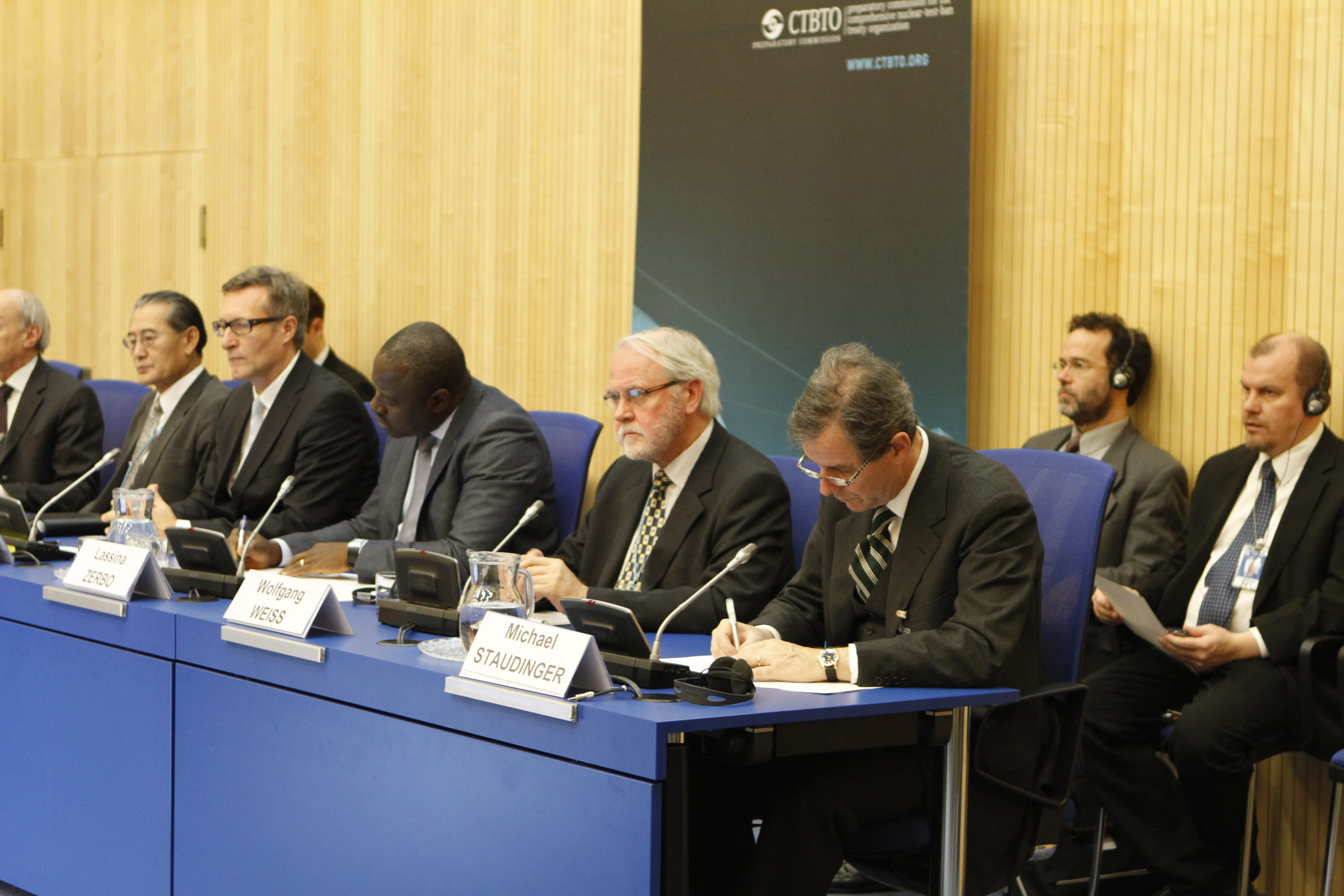
9 mars 2012 : colloque à Vienne de la commission appliquant le Traité d'interdiction complète des essais nucléaires, liée à l'IAEA ; la dimension prise par Fukushima a atteint les instances internationales.

Un Institut privé supervisé par le Dr Hida (et mené par trois médecins) publie les résultats de tests sanguins effectués sur 60 personnes du Kantō (région située en banlieue de Tokyo) préoccupées par l'effet des radiations sur leur santé ont été publiés. Cet échantillon (très faible) concernait 25 personnes (notamment dans les villes de Kashiwa, Misato et Sōka),:
- chez les 35 personnes en provenance de zones saines ainsi que chez les adultes habitant près des hotspots, aucune anomalie n'a été relevée.
- 17 enfants de 0 à 13 ans habitant vers des hotspots (régions proches de Tokyo à haut niveau de débit de dose) ont été étudiés. Sept d'entre eux (entre un et sept ans) présentaient une augmentation des lymphocytes anormaux ou cellules de Downey (Lymphocytes T activés); un avait un niveau surélevé de cellules promyélocitaires; un autre enfin une hyperlymphocytose.

Le groupe témoin de 26 autres enfants de même tranche d'âge situés hors des zones contaminées présentaient, eux, des numérations lymphocytaires normales.

#### 13 mars 2012
Le 13 mars 2012, une étude publiée par l'agence de l'Énergie atomique japonaise montre que des matières radioactives ont été trouvées à 30 centimètres de profondeur dans le sol. En juin 2011, soit trois mois après la catastrophe, une évaluation témoin avait été opérée sur 11 zones de Namie, Nihonmatsu et Kawamata, situés dans un rayon entre 20 et 60 kilomètres des réacteurs éventrés : à ce moment la plupart du césium 137 irradié se trouvait dans les 5 premiers centimètres sous la surface. Dans le déroulement d'une année, la radioactivité s'est donc infiltrée bien plus profondément, probablement enfoncée par les grosses pluies. Les densités les plus importantes ont été sondées entre 4 et 8 centimètres de profondeur. Selon la JAEA cette couche la plus radioactive était seulement relevée sur 2 centimètres en juin 2011. En mars 2012 des échantillons de terrain ont été prélevés pour étudier plus en détail le mécanisme de cette infiltration. Haruo Sato, contributeur du centre de recherches sur les sous-sols de Horonobe à Hokkaido, considère que tarder plus dans la décontamination du sol aggraverait encore cet effet.

#### 26 avril 2012
La Préfecture de Fukushima publie le sixième rapport mené par son Université médicale, rapport qui fournit les premiers résultats de son Enquête de Gestion de Santé (Fukushima Prefecture Health Management Survey): il s'agit de l'examen préliminaire de la thyroïde chez 38 114 enfants. D'autres analyses de cette enquête ont suivi, dans un rapport publié le 12 juin. C'est la première étape de l'étude à venir (de novembre 2011 à mars 2014), qui doit en outre inclure un examen médical de base, l'estimation de la dose d'exposition externe, un questionnaire psychologique et une étude sur les femmes enceintes ou jeunes mères. Des kystes inférieurs ou égaux à 2 cm sont détectés chez 35,1 % de la population d'enfants examinée fin mars 2012.
Entre 1991 et 1996, 1,74 % des enfants de la région ukrainienne de Tchernobyl présentaient des nodules à la thyroïde, alors qu'un an après la catastrophe de Fukushima, 1 % des enfants est déjà atteint d'un nodule.

#### 25 mai 2012
Après une étude menée du 17 au 25 mai, TEPCO annonce que le mur de la partie Ouest du bâtiment du réacteur 4 penche: le coin Sud-Ouest, bombé, s'enfonce de 13 à 33 mm dans le sol. La limite de sécurité du bâtiment serait de 65 mm, mais d'autres analyses depuis janvier 2012 redoutent un risque bien plus élevé[Interprétation personnelle ?].

#### 8 juin 2012
Le Monde publie un article aux conjectures catastrophistes, envisageant parmi les conséquences possibles une évacuation de Tokyo si, au bout de trois semaines, l'eau confinant les barres de la piscine de stockage no 4 n'était plus renouvelée ; Scénario catastrophe qui surviendrait si un séisme ou un typhon susceptibles d'endommager le contenant de la piscine frappaient le site de la centrale fragilisée. Le risque court sur les dix prochaines années, car les barres de combustible et le combustible fondu de la piscine ne seront retirés qu'entre décembre 2013 et 2023. On estime qu'un tel accident serait équivalent à environ dix Tchernobyl, de quoi contaminer l'ensemble de l'hémisphère Nord.[réf. nécessaire]

#### 29 juin 2012
Des dizaines de milliers de personnes manifestent à Tokyo contre la poursuite du nucléaire. Les manifestations se poursuivent chaque vendredi au cours de l'été, accompagnées d'hortensias, regroupant de 100 000 à 200 000 personnes. Elles sont brimées par des règles drastiques, les participants devant rester en rang serrés sur les trottoirs, ne pas déborder sur la chaussée et laisser un espace de passage.
S'y ajoutent des manifestations contre la relance de centrales, au slogan de "Saikado Hantai" (nous sommes contre le redémarrage): 100 à 170 000 personnes le 16 juillet, 90 000 personnes le 20 juillet, 200 000 personnes le 29 juillet.

#### 26 octobre 2012
Une étude de l'Institut océanographique de Woods Hole (Massachusetts), parue le 26 octobre sous la direction de Ken Buesseler, confirme la haute pollution radioactive des poissons pêchés au Nord-Est du Japon. Les niveaux de césium 137 et de césium 134 de presque tous les poissons pêchés dans le Pacifique près des côtes Nord-Est du Japon ne régressent pas. Ils ne devraient pas diminuer avant dix ans au moins, selon le biologiste Hideo Yamazaki. D'après les données fournies par le gouvernement japonais (Ministère japonais de l'Agriculture, de la Pêche et de la Forêt), le volume moyen des poissons dont les niveaux de becquerels dépassent le seuil limite de consommation humaine établi par les autorités nippones (soit 100 Bq/kg), a atteint environ 40 %. Ce niveau diffère selon les espaces, celles de fond étant les plus touchées : morue, cabillaud, colin d'Alaska, congre, flétan, sole... Le maintien et même la hausse des taux de radioactivité dans les eaux du Pacifique correspond à une poursuite des déversements en provenance de la centrale sinistrée, puisque 80 % de la radioactivité émise a rejoint l'océan. En août, des poissons de pêche atteignant 250 fois le niveau limite avaient été trouvés.
En l'espace d'un an, le nombre d'espèces de poissons ayant officiellement dépassé les normes limites standard (qui ont été modifiées) est passé de 17 à 44.

#### 21 novembre 2012
Des champignons sauvages contaminés par du césium au-delà des limites admises par le gouvernement japonais pour la consommation, ont été trouvés dans trois préfectures situées à plus de 200 km de la centrale de Fukushima Daiichi, comme à Towada, localisée à 350 km au nord. En outre, ces niveaux, par rapport à ceux de 2011, ont explosé : on a relevé une hausse de 62,8 % dans la préfecture de Nagano, 200 % dans celle d'Aomori, 2.200 % dans celle de Tochigi.

### 2013

#### 18 mars 2013

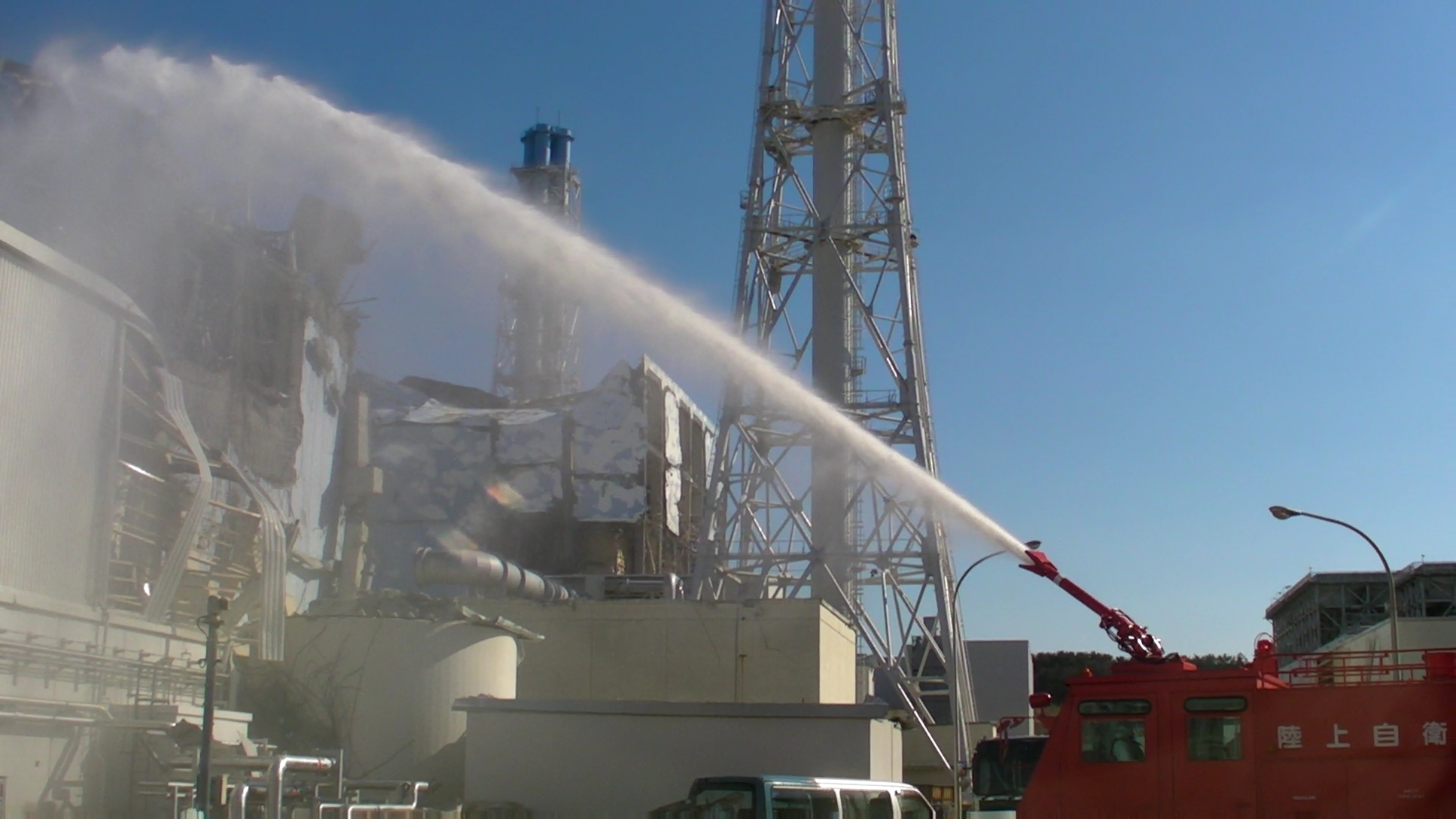

Le circuit de refroidissement de piscine de désactivation du réacteur numéro 4 s'arrête à la suite d'une panne d'électricité.
Cette panne d'électricité, quoique problématique, n'affecte pas selon les communicants de TEPCO l'alimentation en eau de refroidissement de la piscine, dont la température doit rester entre 25 et 30 degrés nominalement. Le seuil d'alerte est de 65 degrés Celsius.
Le 22 mars, TEPCO établit la cause de cette panne électrique : un rat a fait jonction entre deux connecteurs et causé un court-circuit dans la distribution de courant.

#### 3 avril 2013
TEPCO annonce un arrêt accidentel du système de refroidissement de la piscine de désactivation du réacteur numéro 3. L'incident se solde par une remise à la normale et aura duré 3h.

#### 5 avril 2013

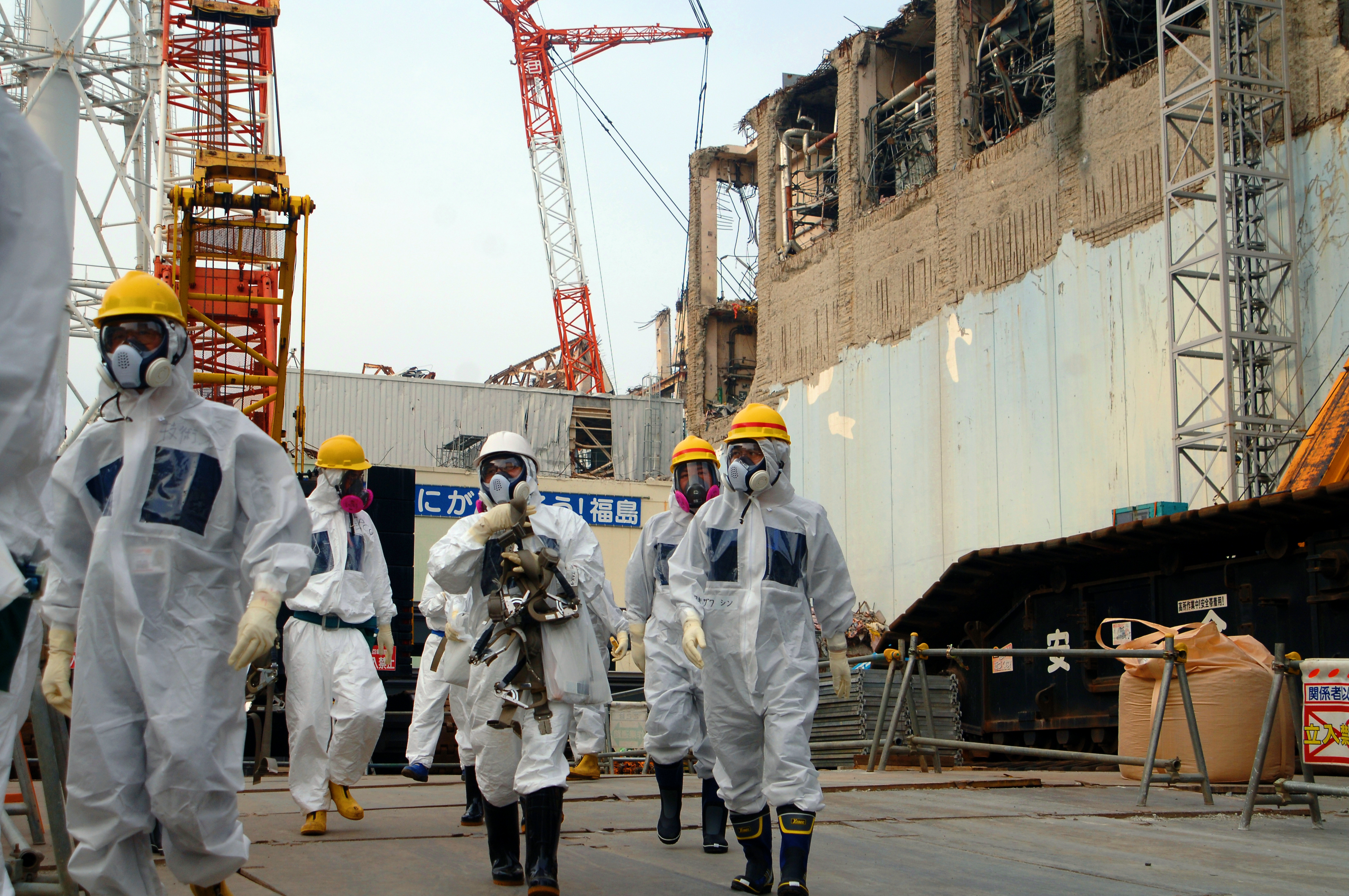
Des experts de l'IAEA visitant le site le 17 avril 2013.

120 tonnes ont fui d'une cuve souterraine contenant 13 000 tonnes d'eau radioactive. La cuve était pourtant isolée du sol par une couche imperméable.

#### 5 mai
Dans un échantillon d'eau, TEPCO relève 900 000 000 Bq/m3 pour tous les isotopes radioactifs, à 6 mètres de la mer, sans révéler la valeur exacte du Strontium-90. TEPCO n'avait jamais publié jusqu'alors de niveaux de concentration radioactifs aussi élevés. TEPCO reconnaîtra, le 12 juillet que les valeurs de tritium ont augmenté depuis mai de manière anormale.

#### 6 juin 2013
Un relevé établissant la contamination de poissons au large du complexe fait apparaître une mesure de 212 000 Bq/kg en Césium 134-137 sur un échantillon de poisson-pierre tacheté.

#### 19 juin 2013
Des relevés sur l'eau souterraine et l'eau de mer proches de la centrale confirment des niveaux de strontium-90 et de tritium, atteignant pour le tritium jusqu'à trente fois supérieurs à la limite admissible. On estime qu'il faudra au minimum 56 ans à TEPCO pour déverser le tritium sur place. TEPCO indique que des taux de plus en plus élevés de strontium 90, ont été détectés dans les eaux souterraines de la centrale mais sans en indiquer le niveau.

#### 5 juillet 2013
Sur le côté Est du réacteur 2, dans un forage situé à 6 mètres de la mer, TEPCO relève une eau contaminée par le tritium à un niveau de 600 000 000 Bq/m3. Un autre forage, situé à 38 m de la mer, confirme des taux tout aussi élevés.

#### 8 juillet 2013
Les 28 juin, 1er juillet et surtout le 8 juillet, TEPCO relève de fortes concentrations en isotopes, particulièrement en césium 137 et en tritium, dans l'eau d'un puits foré à six mètres du littoral (entre la centrale et la mer), à des niveaux à la fois croissants et jamais atteints jusqu'alors. On atteint des records, dépassant un niveau alerte.
Le 8 juillet, le taux de Cs 137 relevé dans le deuxième échantillon avant filtration est 22 000 000 Bq/m3 (respectivement 18 et 20 millions dans les deux autres échantillons), 270 000 Bq/m3 après procédé de filtration. Ajouté au césium 134, on atteint 33 000 000 Bq/m3 de césium,. Le taux de tritium atteint lui 630 000 000 Bq/m3. Environ 450 tonnes d'eau contaminée s'écoulent chaque jour dans la mer, à travers quelque 880 trous dans les murs du complexe de la centrale. Mi-juillet, TEPCO lance la construction d'un mur de rétention mais pour l'instant, l'eau revient.

#### 9 juillet 2013
Masao Yoshida, directeur de la centrale de Fukushima en poste au moment du tremblement de terre, décède à 58 ans d'un cancer de la gorge,.

#### 12 juillet 2013
À une conférence de presse, TEPCO reconnaît que toutes les données ne sont pas révélées.
Le 12 juillet, TEPCO publie un rapport revu et corrigé sur l'exposition de ses employés à la centrale. Au 5 février 2012, 1973 travailleurs ont reçu plus de 100 mSv d'exposition au niveau de la thyroïde ; en mars 2012, le rapport fourni à l'OMS n'en dénombrait que 178. Les statistiques concernant les niveaux de contamination des ouvriers au cours de l'année 2011 (du 11/03 au 31/12) sont révélées. En neuf mois et demi, 868 travailleurs ont reçu plus de 50 mSv au niveau de la thyroïde, dont 6 plus de 250 mSv.
La contamination de l'océan semble inévitable. Entre mi-novembre et mi-décembre, TEPCO devrait se retrouver en situation de saturation de ses capacités de stockage d'eaux fortement contaminées. Les eaux souterraines devraient atteindre la surface côté littoral du réacteur 2 autour du 19 août, aggravant l'urgence de la situation car l'espace de rétention pourrait alors déborder voire céder. Le 12 juillet, un bar pêché au large de Hitachinaka présentait une contamination de plus de 1 000 Bq/kg, soit dix fois la dose limite alimentaire. On apprendra dix jours plus tard d'un ancien travailleur de la centrale que les responsables savaient dès le départ que des eaux extrêmement contaminées s'écoulaient en direction de la mer et ce, directement.

#### 7 août 2013
D'après les estimations fournies par le gouvernement nippon, environ 300 tonnes d'eau radioactive partiraient quotidiennement dans l'océan. Jusqu'à 40 000 000 000 000 Bq, dont les 2/3 en césium 137, ont déjà rejoint le Pacifique, entre mai 2011 et juillet 2013.

#### 19 août 2013
Fin août 2013, la centrale continue de fuir. D'après TEPCO, une concentration record de tritium 4 700 Bq/l est détectée dans l'eau de mer contre 3 800 Bq/l le 11 août précédent. L'eau recueillie et analysée le 15 août près du réacteur no 2 contient 2 600 Bq/l de tritium.

#### 4 septembre 2013
En conférence de presse le mercredi 4 septembre, TEPCO a informé avoir identifié une source de ruissellement d'eau de pluie provenant des collines alentour, qui se déverse dans les souterrains sinistrés de la centrale. Cette eau entre en contact avec la turbine du réacteur numéro un, puis se déverse, hautement radioactive, dans l'océan. Ce ruissellement se surajoute à la quantité d'eau injectée pour refroidir les réacteurs.

#### L'accident et ses conséquences
- Accident nucléaire de Fukushima

Conséquences, par thème :
- sur l'environnement et la santé dans le monde
- sur la centrale nucléaire de Fukushima Daiichi
- sur l'industrie nucléaire au Japon
- sur l'industrie nucléaire dans le monde
- sur la santé et la société
- sur l'industrie agro-alimentaire
- sur l'industrie automobile
- sur les politiques énergétiques des pays

#### Autres articles connexes
- Séisme de 2011 de la côte Pacifique du Tōhoku
- Centrale nucléaire de Fukushima Daiichi
- Liste d’accidents nucléaires
- Décontamination à la suite de la catastrophe de Fukushima (en)